# Lijst van beelden in Nijmegen
Dit is een (onvolledige) chronologische lijst van beelden in Nijmegen. Onder een beeld wordt hier verstaan elk driedimensionaal kunstwerk in de openbare ruimte van de Nederlandse gemeente Nijmegen, waarbij beeld wordt gebruikt als verzamelbegrip voor sculpturen, standbeelden, installaties, gedenktekens en overige beeldhouwwerken.
Sinds april 2010 werden vier bronzen beelden in Nijmegen gestolen. Het gemeentebestuur besloot daarop om tien kwetsbare bronzen beelden te voorzien van een chip.
Voor een volledig overzicht van de beschikbare afbeeldingen zie: Beelden in Nijmegen op Wikimedia Commons. Hier aangegeven met lichtgrijze achtergrond zijn beelden die niet meer op die plaats te bezichtigen zijn, met beelden waarvan bekend is dat ze verdwenen zijn door sanering of diefstal met een lichtblauwe achtergrond.r
|                 | Omschrijving | Kunstenaar | Straat | Plaats   | Materiaal                                         | Wikidata | Afbeelding |
| --------------- | --- | --- | --- | -------- | ------------------------------------------------- | --- | --- |
| ca. 1545        | gevelsteen | | Grote Markt 25 | Nijmegen |                                                   | | |
| 1554            | poort van het Stadhuis | Cornelis Sass | Burchtstraat | Nijmegen |                                                   | Ingangspoort van het stadhuis (Q105242735) | Meer afbeeldingen |
| 1611            | gevelsteen | | Begijnenstraat 24a-c | Nijmegen |                                                   | | |
| 1618            | reliëf | onbekend | Begijnenstraat (poort Nederlands Hervormd weeshuis)                                                                       | Nijmegen | steen                                             | Reliëf (Q105243052) | Nijmegen Rijksmonument 31118 Begijnenstraat 29, detail, fries poort NH weeshuis |
| 1621            | gevelsteen In den Witten Arent | | Achter de Vismarkt 18-20                                                                                                  | Nijmegen |                                                   | | |
| ca. 1630-1650   | gevelsteen brouwerij Hendrik Peters | | Begijnenstraat 30 | Nijmegen |                                                   | | |
| ca. 1639        | gevelsteen met een vos | | Vosstraat | Nijmegen |                                                   | | |
| 1640            | poort van het Oude Weeshuis | Simon Bosboom | Spinhuis (Oude weeshuis Doddendaal)                                                                                       | Nijmegen |                                                   | Poort van het Oude Weeshuis (Q105243255) | |
| 1643            | poort met het wapen van de familie Singendonck | onbekend | Burchtstraat (Gedeputeerdenplaats stadhuis)                                                                               | Nijmegen |                                                   | Poort met het wapen van de familie Singendonck (Q105243476) | |
| 1645            | Weesjongen en -meisje | Gerhard Gröninger                                                                                                   | Begijnenstraat (poort Nederlands Hervormd weeshuis)                                                                       | Nijmegen | steen                                             | Weesjongen en weesmeisje (Q105138410); Weesjongen en weesmeisje (Q105243613) | Nijmegen Rijksmonument 31118 Begijnenstraat 29 detail, beeld weesjongen poort NH weeshuis · Nijmegen Rijksmonument 31118 Begijnenstraat 29 detail, beeld weesmeisje poort NH weeshuis |
| 1645            | Stadswapen Nijmegen | Simon Bosboom | Begijnenstraat (boven de ingang van het Nederlands Hervormd weeshuis)                                                     | Nijmegen |                                                   | Poortje met het Wapen van Nijmegen (Q105243997) | |
| 1645            | poort Oud Burgeren Gasthuis | onbekend | Professor Cornelissenstraat                                                                                               | Nijmegen |                                                   | Poort Oud Burgeren Gasthuis (Q105243889) | |
| 1645            | cartouche Non Iovem quidem unquam placuisse omnibus | | Lage Markt 70-88 | Nijmegen |                                                   | | |
| 1648            | cartouche pax et quies usquequaque huic Domui | | Lage Markt 59 | Nijmegen |                                                   | | |
| 1649            | gevelsteen In de Gecroende Botter Ton | | Raadhuisstraat 2 (zijmuur pand Mariënburgsestraat)                                                                        | Nijmegen |                                                   | Gevelsteen ('In de Gecroede Botter Ton') (Q105244188) | |
| 1655            | Academiepoort | onbekend | Burchtstraat (Gedeputeerdenplaats stadhuis)                                                                               | Nijmegen |                                                   | Academiepoort (Q105244316) | |
| 1663            | Gedeputeerdenpoort | onbekend | Burchtstraat (Gedeputeerdenpoort stadhuis)                                                                                | Nijmegen |                                                   | Gedeputeerdenpoort (Q105244433) | Meer afbeeldingen |
| 1725            | gevelsteen Den Arent | onbekend | Geert Grooteplein Noord 9 (Huize Heijendaal)                                                                              | Nijmegen |                                                   | | |
| 1729            | gevelsteen Arnold Kelfken | | Steenstraat/Grotestraat                                                                                                   | Nijmegen |                                                   | | |
| 1747            | reliëf op de waterpomp | | Kelfkensbos (1999–2016; 2022–); voorheen op diverse plaatsen in de stad                                                   | Nijmegen | Namense steen                                     | | |
| 1751            | gevelsteen Ex invidia et favore (familiewapens Roukens en Verspijck; voormalige gevelsteen Hof van Batenburg) | | Ridderstraat 8 | Nijmegen |                                                   | | |
| 1797            | gevelsteen de Blaauwe Hand | | Achter de Hoofdwacht 3 | Nijmegen |                                                   | Gevelsteen 'De Blaauwe Hand' (Q105244554) | |
| 1800            | poort Hof van Batenburg | onbekend | Sint Anthoniusplaats 1 | Nijmegen | kalksteen                                         | Poort van de Hof van Batenburg (Q105244657) | |
| 1800            | De Zeemeermin | onbekend | Oude Haven 104 | Nijmegen |                                                   | Zeemeermin (Q105244750) | |
| 1802            | gevelsteen 't Hert | | Zwanenveld 3202 (boerderij 't Hert)                                                                                       | Nijmegen |                                                   | | |
| 1817            | poort Protestants Kinderen Weeshuis | onbekend | Begijnenstraat (poort Nederlands Hervormd Weeshuis)                                                                       | Nijmegen |                                                   | Poort Protestants Kinderen Weeshuis (Q105244866) | |
| 1824            | gevelsteen ter herinnering aan het bezoek van koning Willem I | | Mariënburg (boven de oorspronkelijke ingang van het Arsenaal)                                                             | Nijmegen |                                                   | | |
| 1860            | poort Roomsch Katholiek Kinderen Weeshuis | onbekend | Begijnenstraat (bij het Nederlands Hervormd Weeshuis)                                                                     | Nijmegen |                                                   | Poort Roomsch Katholiek Kinderen Weeshuis (Q105244976) | |
| 1861            | gevelsteen met waterstand 1861 | onbekend | Waalkade 65 | Nijmegen |                                                   | Twee Gevelstenen met Waterstand 1861 (Q105245055) | |
| 1861            | gevelsteen met waterstand 1861 | onbekend | Lage Markt 62 | Nijmegen |                                                   | Twee Gevelstenen met Waterstand 1861 (Q105245055) | |
| vanaf 1880      | diverse gevelstenen afkomstig van gesloopte stadspoorten en –muren en andere historische gebouwen | | Burchtstraat (Gedeputeerdenplaats stadhuis)                                                                               | Nijmegen |                                                   | | |
| ca. 1880        | Sint Dominicus | Friedrich Wilhelm Mengelberg                                                                                        | Heyendaalseweg 121-133 (voormalig Albertinumklooster)                                                                     | Nijmegen | natuursteen                                       | Dominicus (Q105245170) | Albertinum Nijmegen |
| 1881            | Sint Jozef | onbekend | Van Berchenstraat (op het Kolpinghuis)                                                                                    | Nijmegen |                                                   | Sint Jozef (Q105245280) | |
| 1882            | wapen | onbekend | Smetiusstraat (op het Kolpinghuis)                                                                                        | Nijmegen |                                                   | Wapen aan het Kolpinghuis (Q105245397) | |
| 1884            | Spoorwegmonument | Jan Jacob Weve (zuil) en Christian Daniel Rauch (Victoria)                                                          | Hoogstraat/Voerweg (bij hoofdingang Valkhof                                                                               | Nijmegen |                                                   | Spoorwegmonument (Q2645424) | Meer afbeeldingen |
| 1885            | 5 Kruiswegstaties op de begraafplaats Daalseweg | Jan Jacob Weve | Daalseweg (Begraafplaats Daalseweg)                                                                                       | Nijmegen |                                                   | | Meer afbeeldingen |
| 1885-1886       | stadswapen | Henri Leeuw sr. | Sint Stevenskerkhof (op de Kerkboog)                                                                                      | Nijmegen |                                                   | Leeuw en stadswapen (Q105245623) | |
| 1886            | 4 stadswapens | Henri Leeuw sr. | Grote Markt (aan de Boterwaag)                                                                                            | Nijmegen | natuursteen                                       | Vier stadswapens (Q105245918) | |
| 1886            | 4 wapendragende leeuwen | Henri Leeuw sr. | Grote Markt (aan de Boterwaag)                                                                                            | Nijmegen | natuursteen                                       | Vier leeuwen (Q105245827) | |
| 1886            | 2 Kariatiden en 2 Atlanten | Henri Leeuw sr. | Grote Markt (aan de Boterwaag)                                                                                            | Nijmegen | natuursteen                                       | Twee paar Karyatiden (kraagstenen) (Q105246036) | |
| 1886            | Leeuw | Henri Leeuw sr. en Henri Leeuw jr.                                                                                  | Kronenburgerpark | Nijmegen | kalksteen                                         | Leeuw in het Kronenburgerpark (Q17600030) | Meer afbeeldingen |
| 1888            | Stadswapen | Henri Leeuw sr. en Henri Leeuw jr.                                                                                  | Hunnerpark (gevel Belvédère)                                                                                              | Nijmegen | natuursteen                                       | Stadswapen (Q105246158) | Albertinum Nijmegen |
| 1888-1889       | gevelsteen Polmolen | | Parkweg/Van Berchenstraat                                                                                                 | Nijmegen |                                                   | Reliëf (Landschap met molen) (Q105268857) | |
| 1888-1890       | gevelornament Instituut Wegerif | | Van der Brugghenstraat 5                                                                                                  | Nijmegen |                                                   | gevelornament Instituut Wegerif (Q105246303) | |
| 1889            | Vier Jaargetijden (Flora, Pomona, Ceres en Vesta) | Mathurin Moreau en Mathijs van Roggen                                                                               | Nassausingel (verplaatst vanuit het Hunnerpark)                                                                           | Nijmegen | gietijzer                                         | Vier Jaargetijden (Q17600224) | Meer afbeeldingen |
| 1890            | gevelsteen Katholieke Gezellenvereeniging | onbekend | Van Berchenstraat (op het Kolpinghuis)                                                                                    | Nijmegen |                                                   | Katholieke Gezellenvereeniging, gedenksteen (Q105268979) | |
| 1894            | Negen leeuwen | Emil Bourgonjon | Stationsplein | Nijmegen | steen                                             | Negen leeuwen (Q105269116) | |
| 1895            | wapendragende leeuw | Henri Leeuw sr. | Oranjesingel 14 | Nijmegen |                                                   | Leeuw (Q105269215) | |
| 1896            | Sint Jozef met kind | onbekend | Lentse Schoolstraat 29 | Nijmegen |                                                   | | |
| 1899            | diverse gevelornamenten | | Berg en Dalseweg 81 (gevel voormalig Canisius College)                                                                    | Nijmegen |                                                   | | |
| eind 19de eeuw  | reliëfs in stuc van een paard met wagen en twee paardenkoppen | | Parkdwarsstraat 20-22 | Nijmegen |                                                   | | |
| 1900            | Sint Franciscus | onbekend | Van Oldenbarneveltstraat 4                                                                                                | Nijmegen |                                                   | Franciscus (Q105269329) | |
| 1900            | gemeentewapens 's-Hertogenbosch, Amsterdam, Nijmegen, Rotterdam en Den Haag | | Stikke Hezelstraat 2-4 | Nijmegen |                                                   | | |
| 1900            | tegeltableau Wijnhandelaar Anthony Nolet | | Graafseweg/Arend Noorduijnstraat                                                                                          | Nijmegen |                                                   | | |
| ca. 1900        | tegeltableaus bloemenmagazijn van 'Handelskweekerij Gerretsen & Valeton' | | Hertogstraat 27-29 | Nijmegen |                                                   | | |
| ca. 1900        | Jugendstil tegeltableaus | | Prins Hendrikstraat/Sint-Canisiussingel                                                                                   | Nijmegen |                                                   | | |
| 1902            | Standbeeld van Ferdinand Hamer (op de sokkel reliëfportretten van Andreas Zijlmans, Gijsbertus Jaspers en Joseph Dobbe)                                                                                                   | Bart van Hove | Bisschop Hamerstraat | Nijmegen | brons                                             | standbeeld van Ferdinand Hamer (Q17600240) | |
| 1902-1903       | familiewapens d'Harvant Bigot de Villandry en Blanckenhagen | | Villandry 50-60 (Huize Villandry)                                                                                         | Nijmegen |                                                   | | |
| 1903            | tegeltableau | | Groesbeeksedwarsweg/Daalsedwarsweg                                                                                        | Nijmegen |                                                   | | |
| 1903            | wapendragende leeuw | onbekend | Molenveldlaan 10-170 (gevel Krayenhoffkazerne)                                                                            | Nijmegen |                                                   | Leeuw (Groesbeekseweg) (Q105269611) | Meer afbeeldingen |
| 1904            | wapendragende leeuw | onbekend | Molenveldlaan 180-292 (gevel Snijderskazerne)                                                                             | Nijmegen |                                                   | Leeuw (Gelderselaan) (Q105270033) | Meer afbeeldingen |
| 1904            | Sint Dominicus of Vincentius Ferrerius | onbekend | Dominicanenstraat 6 | Nijmegen |                                                   | Vincentius Ferrerius (Q105270130) | |
| ca. 1904        | tegeltableau | | Oranjesingel 68 | Nijmegen |                                                   | | |
| 1904            | portretmedaillon | onbekend | Dominicanenstraat 145-147                                                                                                 | Nijmegen |                                                   | Portretmedaillon (Q105270237) | Meer afbeeldingen |
| 1905            | wapen Nijmegen en Gelderland en Mercuriushoofd | onbekend | Molenveldlaan 10-170 (gevel Krayenhoffkazerne)                                                                            | Nijmegen |                                                   | | |
| 1905            | wapen Nijmegen en Gelderland en Mercuriushoofd | onbekend | Molenveldlaan 180-292 (gevel Snijderskazerne)                                                                             | Nijmegen |                                                   | | |
| 1907            | art-nouveau-tegeltableau | | Molenstraat 76 | Nijmegen |                                                   | | |
| 1908            | alliantiewapen Van Rijckevorsel van Kessel-Van Nispen tot Pannerden | onbekend | Neerbosscheweg 620 (gevel 't Slotje)                                                                                      | Nijmegen |                                                   | | |
| 1909            | Madonna | onbekend | Dobbelmannweg 1 | Nijmegen |                                                   | Madonna (Dobbelmannweg) (Q105270350) | |
| 1909            | reliëf van Sint Jozef | | Keizer Karelplein (boven de ingang van de Titus Brandsma Gedachteniskerk, voorheen de Sint Jozefkerk)                     | Nijmegen |                                                   | | |
| 1909            | tegeltableau Gemeente Waterleiding | | Nieuwe Marktstraat (gebouw Waterleidingbedrijf)                                                                           | Nijmegen |                                                   | | [ noot 2 ] |
| ca. 1909        | gestileerde vogelfiguren | | Van Welderenstraat (voormalige gebouw Garage Automobielen L.A. Moll)                                                      | Nijmegen | steen                                             | | |
| 1911            | gevelsteen Toekomst | onbekend | Heyendaalseweg 262 | Nijmegen |                                                   | | |
| ca. 1911        | tegeltableau | | Burghardt van den Berghstraat 92 (voormalige drukkerij)                                                                   | Nijmegen |                                                   | | |
| 1912            | Heilige Johanna de Lestonnac | onbekend | Dobbelmannweg 5 | Nijmegen |                                                   | Johanna de Lestonnac (Q105270449) | |
| 1912            | reliëfs van de 11 provincies van Nederland | Egidius Everaerts                                                                                                   | Geert Grooteplein Noord 9 (Huize Heijendaal)                                                                              | Nijmegen |                                                   | | |
| 1912            | diverse reliëfs en andere gevelornamenten | Egidius Everaerts                                                                                                   | Geert Grooteplein Noord 9 (Huize Heijendaal)                                                                              | Nijmegen |                                                   | | |
| 1912            | gevelsteen met gedicht van Joost van den Vondel | onbekend | Geert Grooteplein Noord 9 (Huize Heijendaal)                                                                              | Nijmegen |                                                   | | |
| 1912            | cartouche Een vrolicke gast is niemant tot last | Antonius Hendrikus Trautwein                                                                                        | Geert Grooteplein Noord 9 (Huize Heijendaal)                                                                              | Nijmegen |                                                   | | |
| 1912-1913       | gevelsteen De Wolfskuyl | onbekend | Graafseweg 232 (Villa De Wolfskuyl)                                                                                       | Nijmegen |                                                   | | |
| 1913            | 3 reliëfs | onbekend | Geert Grooteplein Noord 9 (Huize Heijendaal)                                                                              | Nijmegen |                                                   | | |
| 1913            | Maria | onbekend | Bredestraat 197 (Sancta Maria)                                                                                            | Nijmegen |                                                   | | |
| 1913            | tegeltableaus gemeentewapens Den Haag, Rotterdam, Zutphen en Amsterdam | | De Ruyterstraat (op de wand van Sporthal Bottendaal)                                                                      | Nijmegen |                                                   | | |
| 1913-1914       | gevelsteen Saxonholme | onbekend | Javastraat 104a (Villa Saxon Holme)                                                                                       | Nijmegen |                                                   | | |
| 1914            | reliëfs over zang en theater | Henri Leeuw jr. | Keizer Karelplein (De Vereeniging)                                                                                        | Nijmegen |                                                   | Reliëfs over zang en theater (Q105270556) | |
| 1914/1915       | Muze van de Kunst en Mercurius | Egidius Everaerts                                                                                                   | Geert Grooteplein Noord (voor Huize Heijendaal)                                                                           | Nijmegen |                                                   | | |
| 1915            | tien Mercuriuskoppen en een leeuwenkop | Willem Retera | Mariënburg 67 | Nijmegen |                                                   | Tien Mercuriuskoppen en een leeuwenkop (Q105270761) | |
| 1916            | Heilig Hartbeeld | onbekend | Vossendijk 5 | Nijmegen |                                                   | | [ noot 2 ] |
| 1918            | Madonna | onbekend | De Ruyterstraat 61 | Nijmegen |                                                   | Madonna (Q105270874) | |
| 1920            | Sint Jozef | onbekend | Groenestraat 225 (St. Jansschool)                                                                                         | Nijmegen |                                                   | | |
| 1920            | Mercuriuskop | Egidius Everaerts                                                                                                   | Hertogstraat 70-72 (gevel voormalige Nijmeegsche Bankvereeniging Van Engelenburg & Schippers)                             | Nijmegen |                                                   | Mercuriuskop (Q105285350) | |
| 1920            | provinciewapens van Gelderland en stadswapen van Nijmegen | Egidius Everaerts                                                                                                   | Hertogstraat 70-72 (gevel voormalige Nijmeegsche Bankvereeniging Van Engelenburg & Schippers)                             | Nijmegen |                                                   | | |
| 1921            | Sint Dominicus | onbekend | Dennenstraat 95 (Rosastichting, tuin)                                                                                     | Nijmegen |                                                   | | [ noot 5 ] |
| 1921            | Sint Jozef met kind | onbekend | Groenestraat 227b (St. Jozefzorg)                                                                                         | Nijmegen |                                                   | | |
| 1921            | gevelsteen Huis&Hof | | Rembrandtstraat 19-21 | Nijmegen |                                                   | | |
| 1922            | Vier portretmedaillions met afbeeldingen van respectievelijk: keizer Nero; godin Ceres; keizer Vespasianus; god Mars. | Oscar Leeuw | Museum Kamstraat 45 (gevel voormalig Museum Kam)                                                                          | Nijmegen |                                                   | | Meer afbeeldingen |
| 1922            | Masker | Gijs Jacobs van den Hof                                                                                             | Marterstraat 45 | Nijmegen | steen                                             | Masker (hoekelement) (Q105284694) | [ noot 6 ] |
| 1922            | De Stenen Bank in Hees | Jan van Vucht Tijssen en Jan van Rijckevorsel                                                                       | Bredestraat/Kerkstraat/Korte Bredestraat                                                                                  | Nijmegen | natuursteen                                       | Bank (Jan van Rijckevorsel) (Q105275433) | |
| 1923            | reliëf van het Heilig Hart van Jezus Christus | onbekend | Berg en Dalseweg 40 (gevel Maria Geboortekerk)                                                                            | Nijmegen |                                                   | | |
| 1923            | Sint Dominicus | onbekend | Berg en Dalseweg 40 (op de gevel van de Maria Geboortekerk)                                                               | Nijmegen |                                                   | Dominicus en Albertus Magnus (Q105277307) | |
| 1923            | Splendor crucis draconis mors | onbekend | Verlengde Groenestraat (Bisschop Hamerhuis)                                                                               | Nijmegen | brons                                             | | |
| 1923            | Corpsschild van Carolus Magnus | | Molenstraat | Nijmegen |                                                   | | |
| ca. 1923        | tegeltableau cadeau van de Koninklijke Schippers Vereniging Schuttevaer aan haar secretaris, G.S. Vlieger | | Industrieweg (kademuur van een van de sluizen in het Maas-Waalkanaal bij Weurt)                                           | Nijmegen |                                                   | | |
| 1924            | plaquette H.J.E. van den Velden | Kees Smout | Ridderstraat 27 (hal Openbare Leeszaal)                                                                                   | Nijmegen |                                                   | | [ noot 6 ] |
| 1925            | Quack-monument of Marie-Adolf fontein | Willem Bijlard | Quackplein | Nijmegen | steen                                             | Quack-monument (Q2263656) | Meer afbeeldingen |
| 1925            | Johannes à San Facundo | Chris en Joseph Thissen                                                                                             | Graafseweg 274 (voormalig studiehuis Johannes à San Facundo)                                                              | Nijmegen |                                                   | Johannes van Saguntum (Q105281134) | |
| 1925            | 4 heiligenbeelden (Aloysius van Gonzaga, Ignatius van Loyola, Petrus Canisius en Jan Berchmans) | Egidius Everaerts                                                                                                   | Berg en Dalseweg 81 (gevel voormalig Canisius College)                                                                    | Nijmegen |                                                   | Vier gevelbeelden (Q105294377) | |
| 1926            | Thomas van Aquino | August Falise | Comeniuslaan (aula Radboud Universiteit)                                                                                  | Nijmegen |                                                   | | |
| 1927            | Standbeeld van Petrus Canisius | Toon Dupuis | Hunnerpark | Nijmegen | brons                                             | standbeeld van Petrus Canisius (Q17600223) | Meer afbeeldingen |
| 1927            | Madonna met kind | onbekend | Heyendaalseweg 239 (voormalige verenigingsgebouw 'Roomsch Leven')                                                         | Nijmegen |                                                   | Madonna (Heyendaalseweg) (Q105283857) | |
| 1928            | Sint Dominicus en Thomas van Aquino | Willem van der Winkel                                                                                               | Dennenstraat 135 (Dominicus College)                                                                                      | Nijmegen |                                                   | | [ noot 2 ] |
| 1929/1930       | Thomas van Aquino | onbekend | Pater Eijmardweg 13 | Nijmegen |                                                   | | |
| 1930            | vier gevelbeelden (Diana, Venus, Vesta en Mercurius) | onbekend | Postweg 50 (Villa Gelders Hof)                                                                                            | Nijmegen | terracotta                                        | Vier gevelbeelden (Postweg 80) (Q105294494) | [ noot 5 ] |
| ca. 1930        | gevelsteen PGEM | | Oosterhoutsedijk 48 (voormalig transformatorstation PGEM)                                                                 | Lent     |                                                   | | |
| 1931            | plaquette C.M.V. Roothaen | Gerard van Aalst | Sint Annastraat 289 (hal Canisiusziekenhuis)                                                                              | Nijmegen |                                                   | | [ noot 2 ] [ noot 8 ] |
| 1932            | gevelsteen | | Mariënburg 92 | Nijmegen |                                                   | | |
| 1932            | Gedenksteen W.L.P.A. Molengraaff | onbekend | Lange Hezelstraat 16 | Nijmegen |                                                   | Gedenksteen W.L.P.A. Molengraaff (Q105278365) | |
| 1936            | C.A.P. Ivensbank | Charles Estourgie                                                                                                   | Hunnerpark | Nijmegen |                                                   | C.A.P. Ivensbank (Q105276147) | |
| 1939            | Heilig Hartbeeld | Piet Gerrits | Berg en Dalseweg 207 (Canisius College)                                                                                   | Nijmegen |                                                   | | [ noot 6 ] |
| 1940            | Hazewindhond | Gebroeders Rudolf Arens (1877-1957) en Johan Arens (1886-1959)                                                      | Muntweg 65 (Swift schoenfabrieken)                                                                                        | Nijmegen |                                                   | | |
| 1941            | Wapendragende leeuwen | Jac Maris | Veerpoorttrappen | Nijmegen | kalksteen                                         | Twee leeuwen (Q105293910) | Meer afbeeldingen |
| 1943            | kopje | Albert Meertens | Nieuwstraat (stadhuis) | Nijmegen |                                                   | Kopje (Q105282356) | |
| 1945            | Gedenksteen Jan van Hoof | Jac Maris | Waalbrug (op een pijler aan de Lentse zijde)                                                                              | Nijmegen | natuursteen                                       | gedenksteen Jan van Hoof (Q21036818) | |
| 1945            | Gedenksteen Jan van Hoof | anoniem | Joris Ivensplein | Nijmegen | steen                                             | Gedenksteen Jan van Hoof (Q13640570) | |
| 1945            | Oorlogsmonument (pantserkanon) | | Hunnerpark | Nijmegen |                                                   | | |
| 1946            | gedenksteen voor gevallen politiefunctionarissen | Pieter d' Hont | Stieltjesstraat (in het politiebureau)                                                                                    | Nijmegen |                                                   | | |
| 1946            | Maria | Jules Rummens | Lentiusstraat (St. Jozefhof)                                                                                              | Nijmegen |                                                   | | [ noot 5 ] |
| 1946            | Oorlogsmonument Rooms katholieke begraafplaats | onbekend | Daalseweg (Begraafplaats Daalseweg)                                                                                       | Nijmegen |                                                   | | |
| 1947            | Sint Jozef met kind | Leo Jungblut | Bredestraat 168 (Sancta Maria)                                                                                            | Nijmegen |                                                   | | |
| 1947            | reliëf Maria, beschermster der volkeren | Anne Hofte | Heyendaalseweg 59 | Nijmegen |                                                   | Maria, Middelares (Q105284184) | |
| 1947            | De gemeente herdenkt het verzet van haar dienaren | Jac Maris | Burchtstraat (in het stadhuis)                                                                                            | Nijmegen |                                                   | | |
| 1947            | monument Huize Sint Joseph | | Lentse Schoolstraat (bij de ingang van Huize Sint Joseph)                                                                 | Lent     | brons                                             | | |
| 1947            | reliëf (Man die ton rolt) | Ed van Teeseling | Sint Anthoniusplaats 13                                                                                                   | Nijmegen | kalksteen                                         | Reliëf (Man die ton rolt) (Q105290264) | |
| 1947            | gedenksteen 50 jaar coöperatie Vooruitgang | | Burghardt van den Berghstraat 80                                                                                          | Nijmegen | steen                                             | | |
| 1948            | Oorlogsmonument Joodse begraafplaats | anoniem | Kwakkenbergweg (Joodse begraafplaats)                                                                                     | Nijmegen | brons                                             | | |
| 1948            | Oorlogsmonument ter herinnering aan de burgerslachtoffers van de Tweede Wereldoorlog | Hermanus Gerardus Jacob Schelling en Hendrik Jan Winkelman                                                          | Stationsplein (in het station)                                                                                            | Nijmegen | brons                                             | | |
| 1948            | medaillons van de zeven deugden (Prudentia, Iustitia, Concordia res parvae crescunt, Fortitudo, Charitas, Spes, en Fides)                                                                                                 | Martinus van Dijk (nagemaakt naar in de Tweede Wereldoorlog vernielde 16de-eeuwse originelen)                       | Burchtstraat (gevel stadhuis)                                                                                             | Nijmegen | natuursteen                                       | Zeven medaillons met deugden (Q105295342) | |
| 1948            | achttien hoofden | Martinus van Dijk (nagemaakt naar in de Tweede Wereldoorlog vernielde 16de-eeuwse originelen)                       | Burchtstraat (gevel stadhuis)                                                                                             | Nijmegen | natuursteen                                       | Achttien hoofden (Q105273869) | Meer afbeeldingen |
| 1948            | Albertus de Grote | Jac Maris | Berg en Dalseweg 40 (gevel Maria Geboortekerk)                                                                            | Nijmegen |                                                   | Dominicus en Albertus Magnus (Q105277307) | |
| 1949            | Maria met kind | Albert Meertens | Berg en Dalseweg 40 (voor de Maria Geboortekerk)                                                                          | Nijmegen |                                                   | Mariabeeld (Q105284284) | |
| 1949            | Christus aan het kruis | Charles Grips | Heyendaalseweg/Houtlaan                                                                                                   | Nijmegen | Hout                                              | | [ noot 2 ] |
| 1949            | De barmhartige Samaritaan | Pieter d' Hont | Van Schaeck Mathonsingel 12                                                                                               | Nijmegen | steen                                             | De Barmhartige Samaritaan (Q105276608) | |
| 1949            | gedenksteen Ferdinand Hamer | Bernard Fokkinga | Molenstraat 122 | Nijmegen | steen                                             | Plaquette (Q105289050) | |
| 1950            | gevelsteen Phoenix | | Plein 1944 147 | Nijmegen |                                                   | | |
| 1950            | Tronende Madonna | Jop Goldenbeld | Doddendaal (gevel voormalig Carmelklooster)                                                                               | Nijmegen |                                                   | Tronende madonna (Q105293860) | |
| 1950            | gevelsteen | onbekend | Hertogstraat 102 | Nijmegen |                                                   | | |
| 1951/2014       | Monument voor de gesneuvelde Nederlandse militairen uit de Tweede Wereldoorlog | Jac Maris | Plein 1944 | Nijmegen | kalksteen/brons                                   | Monument voor de gesneuvelde Nederlandse militairen uit de Tweede Wereldoorlog (1951-2014) (Q105286581); Monument voor de gesneuvelde Nederlandse militairen uit de Tweede Wereldoorlog (2014-) (Q105286679) | Meer afbeeldingen |
| 1951            | Mercurius | Jac Maris | Plein 1944 51-73 (tegen de wand)                                                                                          | Nijmegen | steen                                             | | |
| 1951            | Sint Stephanus | Albert Termote | Berg en Dalseweg 203 (bij Sint-Stephanuskerk)                                                                             | Nijmegen | brons                                             | Sint Stephanus (Q105293402) | |
| 1951            | Sint Louis | Ed van Teeseling | Bijleveldsingel 157-177 (voormalige Sint Louis school)                                                                    | Nijmegen |                                                   | Saint Louis (Q105290716) | |
| 1951            | gevelsteen | onbekend | Groenewoudseweg (toren Dominicuskerk)                                                                                     | Nijmegen |                                                   | | |
| 1951            | gevelsteen | | Nijverheidsweg 40 | Nijmegen |                                                   | | |
| 1952            | herdenkingssteen | | Plein 1944 | Nijmegen |                                                   | | |
| 1952            | Heilig Hartbeeld | Albert Meertens | Tweede Oude Heselaan 171                                                                                                  | Nijmegen |                                                   | | Meer afbeeldingen |
| 1953            | Madonna met kind | Albert Termote (nagemaakt naar een in de Tweede Wereldoorlog vernield origineel uit 1553 van meester Cornelis Sass) | Burchtstraat (gevel stadhuis)                                                                                             | Nijmegen | zandsteen                                         | Mariabeeld (Burchtstraat 20) (Q105284392) | |
| 1953            | acht vorsten en helden uit de Nijmeegse geschiedenis (keizer Frederik van Barbarossa, keizer Traianus, keizer Karel IV, keizer Karel de Grote, keizer Karel V, Duits koning Willem II, Claudius Civilis en Julius Caesar) | Albert Termote (nagemaakt naar in de Tweede Wereldoorlog vernielde originelen uit 1553 van meester Cornelis Sass)   | Burchtstraat (gevel stadhuis)                                                                                             | Nijmegen | zandsteen                                         | Acht keizerbeelden en medaillons (Q105273689) | |
| 1953            | zes reliëfs rond het thema flora en fauna | Jac Maris | Burchtstraat 3 | Nijmegen | natuursteen                                       | Zes reliëfs (Q105295316) | |
| 1953            | Drie staande figuren (Snelheid, Veiligheid, Dienstbetoon) | Jo Uiterwaal | Stationsplein (bij de ingang van het station)                                                                             | Nijmegen |                                                   | Drie staande figuren (Q105277572) | |
| 1953            | Twee knielende figuren | Jo Uiterwaal | Stationsplein (op de façade van het station)                                                                              | Nijmegen |                                                   | Twee knielende figuren (Q105293884) | |
| 1953            | Ruiterbeeld | Jo Uiterwaal | Stationsplein (op de toren van het station)                                                                               | Nijmegen |                                                   | Ruiterbeeld (Q105290645) | |
| 1953            | twee reliëfs | Jo Uiterwaal | Stationsplein (gevel station)                                                                                             | Nijmegen |                                                   | Twee reliëfs (Q105294017) | |
| 1953            | Zonnewijzer met zonnewagen | Charles Hammes | Groenestraat 310-336 | Nijmegen | kalksteen                                         | Zonnewijzer met zonnewagen (Q105295859) | |
| 1953            | herdenkingssteen renovatie Grote of Sint-Stevenskerk | | Sint Stevenskerkhof (Grote of Sint-Stevenskerk)                                                                           | Nijmegen |                                                   | | |
| 1954            | Twee spaarvarkens | Charles Hammes | De Spaarpot/Mariënburgsestraat                                                                                            | Nijmegen | kalksteen                                         | Twee spaarvarkens (Q105294097) | |
| 1954            | Het Geldverkeer | Charles Hammes | Klein Mariënburg | Nijmegen | koper                                             | Het Geldverkeer (Q105279543) | |
| 1954            | Jan van Hoofmonument | Marius van Beek | Keizer Traianusplein | Nijmegen | brons                                             | Jan van Hoofmonument (Q21036199) | Meer afbeeldingen |
| 1955            | sgraffito | onbekend | Broerstraat 44 | Nijmegen |                                                   | Sgraffito (Q105293351) | |
| 1955            | reliëf herstel en vernieuwing van het station | Charles Hammes | Stationsplein | Nijmegen | geglazuurde baksteen                              | Reliëf (Stationsplein) (Q105290060) | |
| 1955            | reliëf afscheid van prof. dr. H.G. Nolen, Ir. A.S. Bergsma en Ir. Th. Rosskopf | Charles Hammes | Groenestraat 310-336 | Nijmegen |                                                   | Plaquette (Groenestraat 336/310) (Q105289181) | [ noot 5 ] |
| 1955            | Goffertbank | G.J. Loogman | Goffertpark | Nijmegen |                                                   | Goffertbank (Q105279189) | Meer afbeeldingen |
| ca. 1955        | carillon | | Koningstraat 8-10 | Nijmegen |                                                   | | |
| 1956            | Keizer Traianus | Charles Hammes en Ed van Teeseling                                                                                  | Keizer Traianusplein | Nijmegen | brons                                             | Keizer Traianus (Q105281960) | Meer afbeeldingen |
| 1956            | Spelende kinderen | Albert Meertens | Professor Huijbersstraat 3 (School Klein Heijendaal)                                                                      | Nijmegen |                                                   | Spelende kinderen (Q105293511) | |
| 1956            | Vervult u met de vruchten die ik draag | Marius van Beek | Wilhelminasingel (gevel Karel de Grote College)                                                                           | Nijmegen | steen                                             | 'Vervult u met de vruchten die ik draag' (Q105271422) | |
| 1956            | Clown met hond | Ad Berntsen | Balistraat/Javastraat | Nijmegen | brons                                             | Clown (Q105276228) | |
| 1956            | Bron des Levens | Jac Maris | Akkerlaan 19 (gevel Pontem College, voorheen Canisius College)                                                            | Nijmegen | steen                                             | | |
| 1957–2010       | Touwspringend Meisje ofwel Mariken | Bart Welten | Hatertseweg/Hazekampseweg                                                                                                 | Nijmegen | Brons                                             | | |
| 1957            | Mariken van Nieumeghen | Vera Tummers-van Hasselt                                                                                            | Grote Markt | Nijmegen | brons                                             | Mariken van Nieumeghen (Q105284587) | Meer afbeeldingen |
| 1957–?          | Christus aan het kruis | Peter Roovers | Groesbeekseweg/Bosweg | Nijmegen |                                                   | Kruisbeeld (Groesbeekseweg/Bosweg) (Q105282640) | |
| 1957            | De zeven dagen van de week | Hugo Brouwer en Lambert Simon                                                                                       | Goffertweg 20 (rondom de ingang Het Rijks, voorheen LTS Dr. Poelsschool)                                                  | Nijmegen |                                                   | De zeven dagen van de week (Q105277237) | |
| 1958/1972       | meisjesfiguur | Charles Hammes | Burggraafstraat 20 (tuin)                                                                                                 | Nijmegen |                                                   | | [ noot 5 ] |
| 1958            | dubbelkoppige adelaar | Han Rädecker | Veerpoorttrappen | Nijmegen |                                                   | Dubbelkoppige adelaar (Q105277700) | |
| 1958–2010       | Kammende baadster | Hermann Hubacher | Goffertpark (rosarium) | Nijmegen | brons                                             | | |
| 1958            | Adelaar | Frans Coppelmans | Professor Huijbersstraat 3                                                                                                | Nijmegen | beton                                             | Adelaar (Q105273952) | |
| 1958            | reliëf | Jac Maris | Sint Jorisstraat 72 | Nijmegen | steen                                             | Reliëf (Sint Jorisstraat 72) (Q105290177) | |
| 1958            | gevelsteen Sine Cura | Jac Maris | Van Berchenstraat 31 | Nijmegen |                                                   | Wapen (met spreuk 'Sine Cura') (Q105295056) | |
| 1958            | geveldecoratie | Jac Maris | Dominicanenstraat 75-89                                                                                                   | Nijmegen |                                                   | Geveldecoratie (Q105278650) | |
| 1958            | Fabeldieren | Jop Goldenbeld | Sint Hubertusstraat 2 | Nijmegen |                                                   | Fabeldieren (Q105209736) | [ noot 2 ] |
| 1959            | Robinson | Nic Jonk | Groesbeekseweg 261 (Werkplaats Valkenburg)                                                                                | Nijmegen |                                                   | | [ noot 5 ] |
| 1959            | Giraffe, zwaan, eekhoorn en pauw | Bart Welten | Marie Curiestraat (bij de Constantijn de Groteschool)                                                                     | Nijmegen |                                                   | | [ noot 6 ] |
| 1959            | Meisje met schooltas | Ed van Teeseling | Archipelstraat/Atjehstraat/Delistraat                                                                                     | Nijmegen | brons                                             | Meisje met schooltas (Q97489777) | Meer afbeeldingen |
| 1959            | Roeibootje met kinderen | Ed van Teeseling | Berg en Dalseweg 295 | Nijmegen | kalksteen                                         | Roeibootje met kinderen (Q105290485) | |
| 1959–?          | Paradijsvogel | Marius van Beek | Hezelstraat, later Winselingseweg                                                                                         | Nijmegen |                                                   | | [ noot 2 ] |
| 1959            | Man met vogel | Gerard Bruning | Kapittelweg 35 (voorheen aan de Groenewoudseweg boven de hoofdingang van de voormalige kweekschool)                       | Nijmegen | brons                                             | Man met vogel (Q105284071) | |
| 1959            | Buste W.F.W. van der Wagt | Pieter d' Hont | Parkdwarsstraat (galerij in het plantsoen van bejaardencomplex Huize Doddendaal)                                          | Nijmegen |                                                   | Buste W.F.W. van de Wagt 1884-1957 (Q105276091) | |
| 1959            | tegeltableau Eigen haard 500e woning | | Jacobus van 't Hoffstraat 15                                                                                              | Nijmegen |                                                   | | |
| 1959            | Christus monogram | Jan Vaes | Molenstraat (Petrus Canisiuskerk)                                                                                         | Nijmegen |                                                   | Christus Monogram (Q105276216) | |
| 1959            | verschillende reliëfs | Jan Vaes | Molenstraat (gevel Petrus Canisiuskerk (Mariakapel))                                                                      | Nijmegen |                                                   | Gevel Mariakapel (Q105278518) | |
| 1959            | Monument voor de Nijmeegse burgerslachtoffers van de Tweede Wereldoorlog | Mari Andriessen | Sint Stevenskerkhof | Nijmegen | natuursteen                                       | Monument voor de burgerslachtoffers van de Tweede Wereldoorlog (Q105286482) | |
| 1960            | Zending der apostelen | Gerard Mathot | Sionsweg 2 (gevel Neboklooster)                                                                                           | Nijmegen |                                                   | Zending der apostelen (Q105295291) | |
| 1960            | Nils Holgersson | Ed van Teeseling | Energieweg (in de vijver voor het Dominicuscollege)                                                                       | Nijmegen |                                                   | Nils Holgersson (Q105287484) | |
| 1960/1964       | Erasmus | Huub Kortekaas | Erasmuslaan (voor de Universiteitsbibliotheek)                                                                            | Nijmegen | kalksteen                                         | Erasmus (Q105277991) | |
| 1960            | Moeder Gods | Jan van Eijk | Kroonstraat (Titus Brandsmakapel)                                                                                         | Nijmegen |                                                   | Moeder Gods (Q105285855) | |
| 1960            | Kinderen | Ad Berntsen | Kronenburgersingel (Karmelschool)                                                                                         | Nijmegen | brons                                             | | |
| 1960            | Dansend meisje | Hein Koreman | Vlierestraat 3 (hal Montessori College)                                                                                   | Nijmegen |                                                   | | [ noot 6 ] |
| 1960            | plastiek | Frans Verhaak | Kroonstraat (voor de Titus Brandsmakapel)                                                                                 | Nijmegen |                                                   | Plastiek (Q105289343) | |
| 1960            | reliëf met het logo van de Nieuwe Eerste Nederlandsche | Piet Schoenmakers                                                                                                   | Batavierenweg 2-68 (achterzijde woontoren)                                                                                | Nijmegen |                                                   | | |
| 1960            | mozaïek | Piet Schoenmakers                                                                                                   | Batavierenweg 2-68 (achterzijde woontoren)                                                                                | Nijmegen |                                                   | Geveldecoratie (Batavierenweg 2 t/m 68) (Q105278766) | |
| 1960            | mozaïek | Piet Schoenmakers                                                                                                   | Batavierenweg 70-136 (achterzijde woontoren)                                                                              | Nijmegen |                                                   | Geveldecoratie (Batavierenweg 70 t/m 136) (Q105278900) | |
| begin jaren 60  | tegeltableaus | | Gerard Noodtstraat (op het voormalige gebouw van Th. Egbers Automobielen)                                                 | Nijmegen |                                                   | | |
| 1961–?          | Goede Herder | Ed van Teeseling | Bisonstraat 3 (St. Antoniusschool)                                                                                        | Nijmegen |                                                   | | [ noot 2 ] |
| 1961            | Vogel | Pieter Kortekaas | Sophiaweg 4 (Villa De Westerhelling)                                                                                      | Nijmegen |                                                   | | |
| 1961            | Sint Jozef met kind en duiven | Gerard Mathot | Heemraadstraat | Nijmegen |                                                   | St.Jozef met kind en duiven (Q105293546) | |
| 1961            | Michaël met de draak | Henk de Groot | Heemraadstraat 2 | Nijmegen |                                                   | Michaël met de draak (Q105285399) | |
| 1961            | Meisje met paraplu | Bart Welten | Krekelstraat 10 (Karel Doormanschool)                                                                                     | Nijmegen |                                                   | | [ noot 2 ] |
| 1961            | wandmozaïek | onbekend | Prins Bernhardsingel (Wedren, op de wand van het Karel de Grote College)                                                  | Nijmegen |                                                   | Wandmozaiëk (Q105295004) | |
| 1961-1962       | Vier kerkvaders (Augustinus, Gregorius de Grote, Albertus Magnus en Ambrosius) | Giuseppe Roverso | Sint Stevenskerkhof (gevel Latijnse school)                                                                               | Nijmegen | steen                                             | Vier Kerkvaders (Q105294614) | |
| 1962            | Twaalf apostelen | Giuseppe Roverso | Sint Stevenskerkhof (gevel Latijnse school)                                                                               | Nijmegen | steen                                             | Apostelcyclus (Q105275259) | |
| 1962            | Sedes Sapientiae | Bart Welten | Berg en Dalseweg 207 (gevel Canisius College)                                                                             | Nijmegen | Polyester                                         | Sedes Sapientiae (Q105293329) | |
| 1962            | Mariken van Nimwegen | Rob Stultiëns | Molenweg 23 | Nijmegen |                                                   | | [ noot 2 ] |
| 1962            | Vier mozaïeken | Ted Felen | Thorbeckestraat/Dr. Kuyperstraat (aan de Molukse kerk Elim)                                                               | Nijmegen |                                                   | Vier mozaïeken (Q105294734) | |
| 1962            | Mozaïek | Hans Truijen | Weg door Jonkerbos (begraafplaats Vredehof)                                                                               | Nijmegen |                                                   | Mozaïek (Q105286899) | |
| 1962            | Karel de Grote | Albert Termote | Keizer Karelplein | Nijmegen | brons                                             | Ruiterstandbeeld van Karel de Grote (Q105281665) | Meer afbeeldingen |
| 1962            | Mercurius | Ed van Teeseling | Goffertweg 18 (voormalige Katholieke Vormingsschool)                                                                      | Nijmegen |                                                   | Mercurius (Q105285231) | [ noot 2 ] [ noot 13 ] |
| 1963            | geveldecoratie | Gé Tummers | Reestraat 49 | Nijmegen |                                                   | Geveldecoratie (Reestraat 49-53) (Q105278992) | |
| 1963            | geveldecoratie | Kees Berendsen | Reestraat 53 | Nijmegen |                                                   | | |
| 1963–2012       | gevelplastieken (Talita Koemi en Spelende kinderen) | Joop Puntman | Burgemeester Daleslaan 1 (Talita Koemischool, binnenhof)                                                                  | Nijmegen |                                                   | | |
| 1963            | gevelsteen Het Hazekruid | onbekend | Hazenkampseweg 43 | Nijmegen |                                                   | | |
| 1964            | fontein met vis met 3 figuurtjes | Niel Steenbergen | Geert Grooteplein (voor Huize Heijendaal)                                                                                 | Nijmegen |                                                   | | |
| 1964            | Moeder en kind | Ed van Teeseling | Bijleveldsingel 153 (binnentuin)                                                                                          | Nijmegen |                                                   | Moeder en kind (Q105285608) | [ noot 6 ] |
| 1964            | Fantoom | Lotti van der Gaag                                                                                                  | Van den Boenhoffstraat/Van Cranenborchstraat                                                                              | Nijmegen |                                                   | Fantoom (Q105278084) | |
| 1964            | Vliegende engelen | Auke Hettema | Geert Grooteplein 22 | Nijmegen |                                                   | Vliegende engelen (Q105294831) | |
| 1964            | Ruth, die de vruchten van het veld haalt | Theo Mulder | Oude Graafseweg (Augustinuspark)                                                                                          | Nijmegen |                                                   | Ruth, die de vruchten van het veld haalt (Q105290688) | |
| 1964            | Mens in zijn wereld | Ed van Teeseling | Hatertseweg 400 | Nijmegen |                                                   | Mens in zijn wereld (Q105284959) | Meer afbeeldingen |
| 1964            | Tobias met de vis | Albert Termote | O.C. Huismanstraat (vijver bij winkelcentrum Notenhout)                                                                   | Nijmegen |                                                   | Tobias met de vis (Q105293769) | |
| 1964            | Jonge vogels leren vliegen | Theo van der Nahmer                                                                                                 | Geert Grooteplein (kinderafdeling Radboudziekenhuis)                                                                      | Nijmegen |                                                   | | |
| 1965            | Stadswapen | Giuseppe Roverso | Sint Stevenskerkhof (gevel Latijnse school)                                                                               | Nijmegen | steen                                             | Wapenreliëfs (Q105295103) | |
| 1965            | Pegasus | Ed van Teeseling | Berg en Dalseweg/Hengstdalseweg                                                                                           | Nijmegen |                                                   | Pegasus (Q105288650) | Meer afbeeldingen |
| 1965            | Pratende vrouwtjes | Gerard Bruning | Sint Jacobslaan 430-510 (plein voor winkelcentrum)                                                                        | Nijmegen | hardsteen                                         | Pratende vrouwtjes (Q105289754) | |
| 1965            | H.J.G. Wijers | Pieter d' Hont | Geert Grooteplein 24 (hal Instituut voor Pathologische Anatomie)                                                          | Nijmegen |                                                   | | |
| midden jaren 60 | Stottergevel | Dick Dooijers | Lange Hezelstraat 21 (voormalig gebouw De Gelderlander)                                                                   | Nijmegen |                                                   | | |
| 1966            | Vierdaagsemonument | Vera van Hasselt | Prins Bernhardstraat/Waldeck Pyrmontstraat (Julianapark)                                                                  | Nijmegen |                                                   | Vierdaagsemonument (Q105294760) | Meer afbeeldingen |
| 1966            | Sint Martinus | Jac Maris | Sint Annastraat 289 (kapel Canisiusziekenhuis, binnenplaats)                                                              | Nijmegen |                                                   | | [ noot 2 ] [ noot 8 ] |
| 1966            | Majoor J.N. Breunesebank | Charles Hammes | Prins Bernhardstraat (Julianapark)                                                                                        | Nijmegen |                                                   | Majoor J.N. Breunesebank (Q105283963) | |
| 1966            | Dame met stola | Pieter d' Hont | Nassausingel | Nijmegen | brons                                             | Dame met stola (Q105276396) | |
| 1966            | Moeder en kind | Oscar Jespers | Arsenaalpoort | Nijmegen | Naamse steen                                      | Moeder en kind (Arsenaalpoort) (Q105285688) | [ noot 2 ] |
| 1966            | Het gesprek | Pieter d' Hont | Archipelstraat/Molukkenstraat                                                                                             | Nijmegen | brons                                             | Het gesprek (Q105279652) | |
| 1966            | Vrouw met kind | Hans Bayens | Cort van der Lindenstraat/De Kempenaerstraat                                                                              | Nijmegen |                                                   | Vrouw met kind (Q105294896) | Vrouw met kind, Hans Bayens |
| 1966            | Moeder Gods als beschermster van de schippers | Hans Truijen | Nieuwe Vleeshouwerstraat                                                                                                  | Nijmegen | steen en glas                                     | Moeder Gods als beschermster van de schippers (Q105285962) | |
| 1966            | Icarus | Gerard Bruning | Hatertseweg/Slotemaker de Bruïneweg (op rotonde)                                                                          | Nijmegen |                                                   | Icarus (Q105280578) | |
| 1966            | Hulpverlening | Peter Roovers | Groesbeekseweg 327 (voorterrein Huize Joachim en Anna)                                                                    | Nijmegen |                                                   | Hulpverlening (Q105280468) | |
| 1967            | Ponyrijden | Pieter d' Hont | Mariënburg | Nijmegen | brons                                             | Ponyrijden (Q105289534) | |
| 1967            | Bol met drie vogels | Jan Kramer | Ploegstraat (voorheen op de LTS De Kronenburg aan de Kronenburgersingel)                                                  | Nijmegen | koper en staal                                    | | |
| 1967            | Vogels | Albert Diekerhof | Van Cranenborchstraat | Nijmegen |                                                   | Vogels (Q105294871) | [ noot 6 ] |
| 1967            | De mens en de vier elementen | Pieter Starreveld                                                                                                   | Kronenburgersingel (gevel Stedelijk Gymnasium, voorheen School voor Ambachtsonderwijs)                                    | Nijmegen |                                                   | De mens en de vier elementen (Q105276821) | Meer afbeeldingen |
| 1968            | Moenen | Piet Killaars | Sint Stevenskerkhof/Stikke Hezelstraat                                                                                    | Nijmegen | kalksteen                                         | Moenen (Q105286228) | |
| 1968            | Guus Hermus in de rol van Cyrano de Bergerac | Hans Bayens | Nassausingel (foyer Stadsschouwburg)                                                                                      | Nijmegen |                                                   | | |
| 1969            | Uil | Gerard Bruning | Aldenhof 67-21 | Nijmegen |                                                   | Uil (Q105294150) | |
| 1969            | Circusolifantje op ton | Gerard Bruning | Treubstraat 39 (kleuterschool Kabouterland)                                                                               | Nijmegen |                                                   | | [ noot 2 ] |
| 1969            | Meisjes met vogels | Albert Meertens | Stieltjesstraat (patio Politiebureau), voorheen op de Mariënburg (daktuin Politiebureau)                                  | Nijmegen |                                                   | | [ noot 5 ] |
| 1969            | naamloos | Gerard Bruning | Malderburchtstraat/Ruys de Beerenbrouckstraat                                                                             | Nijmegen |                                                   | Sculptuur (Malderburchtstraat/Ruys de Beerenbrouckstraat) (Q105290990) | Sculptuur, Gerard Bruning |
| 1969            | zittende figuur | Oscar Goedhart | Couwenbergstraat | Nijmegen |                                                   | Zittende figuur (Q105295437) | Zittende figuur, Oscar Goedhart |
| 1969            | Zittend kind | Ed van Teeseling | Heyendaalseweg/Professor Huijbersstraat                                                                                   | Nijmegen |                                                   | Zittend kind (Q105295402) | |
| 1969            | F.J.Th. Rutten | Willem Verbon | Erasmuslaan (hal Psychologisch Lab.)                                                                                      | Nijmegen |                                                   | | |
| 1969            | Bevrijdingsmonument | Piet Schoenmakers                                                                                                   | Laauwikstraat/Lentseveld                                                                                                  | Lent     | ijzer                                             | Bevrijdingsmonument (Q105275616) | |
| 1970            | Het ros Beiaard | Jan van Druten | Zijpendaalstraat | Nijmegen |                                                   | Het Ros Beiaard (Q105279964) | Het ros Beiaard, Jan van Druten |
| 1970            | Alma mater | Nic Jonk | Comeniuslaan (entree aula Radboud Universiteit)                                                                           | Nijmegen |                                                   | Alma Mater (Q105275030) | |
| 1970            | Vis | Wilna Haffmans | Muiderslotstraat 81 (Kleuterschool 't Mierennest)                                                                         | Nijmegen |                                                   | | [ noot 2 ] |
| 1970            | Sedes Sapientiae | Nic Jonk | Erasmuslaan (Curatorengebouw)                                                                                             | Nijmegen |                                                   | | |
| 1970            | Nachtbruid | Marius van Beek | Irene Vorrinkstraat/Ruys de Beerenbrouckstraat (overstortvijver)                                                          | Nijmegen | brons                                             | Nachtbruid (Q105287229) | Meer afbeeldingen |
| 1970            | De vijf kleinkinderen | Oscar Goedhart | Sint Annastraat 458 (tuin)                                                                                                | Nijmegen |                                                   | | [ noot 2 ] |
| 1971            | Dansende jongleur | Charles Hammes | Lankforst 23-48 (Nutsschool Dukenburg, patio)                                                                             | Nijmegen |                                                   | | [ noot 6 ] |
| 1971            | Willem Barentsz | Joop Puntman | Meijhorst 20-01 (Jongerencentrum De Horizon, voorheen Willem Barendszschool)                                              | Nijmegen |                                                   | Willem Barentsz (Q105295241) | |
| 1971            | gedenksteen geboortehuis Petrus Canisius | Wim van Woerkom | Broerstraat 42-44 | Nijmegen | marmer                                            | Hier werd Petrus Canisius geboren (Q105280186) | |
| 1971            | leeuw met het stadswapen van Nijmegen | Giuseppe Roverso | Grote Markt (in de kerkboog)                                                                                              | Nijmegen |                                                   | Leeuw (Grote Markt) (Q105283267) | |
| 1972            | Symbool van communicatie | Harry Meek | Mariënburg 94 | Nijmegen |                                                   | Symbool van Communicatie (Q105293599) | |
| 1972            | Kubus | Gerard Walraeven | Westerpark | Nijmegen |                                                   | Kubus (Q105282746) | |
| 1972            | wandsculptuur | Krijn Giezen | Ridderstraat (bij De Lindenberg)                                                                                          | Nijmegen | brons                                             | Wandsculptuur (Q105295030) | |
| 1973            | Sociale Eenheid | Ed van Teeseling | Mariënburg (binnenplaats Sociale Dienst)                                                                                  | Nijmegen |                                                   | | |
| 1973            | sculptuur (vrouwenfiguur) | Oscar Goedhart | Westerpark | Nijmegen |                                                   | Sculptuur (Westerpark) (Q105291100) | |
| 1973            | sculptuur (vrouwenfiguur) | Oscar Goedhart | Westerpark | Nijmegen |                                                   | Sculptuur (Kanaalstraat) (Q105291188) | |
| 1974            | Speelplastieken | Jan Snoeck | Meijhorst 29-58 | Nijmegen |                                                   | | |
| 1974            | afsluitpaal | Giuseppe Roverso | Vijfringengas | Nijmegen |                                                   | Afsluitpaal (Q105274167) | Meer afbeeldingen |
| 1974            | Schikgodinnen | Oscar Goedhart | Hertogplein | Nijmegen | brons                                             | Schikgodinnen (Q105290790) | |
| 1974            | Het raadsel van Nijmegen | Oscar Goedhart | Sint Stevenskerkhof | Nijmegen | brons                                             | Het raadsel van Nijmegen (Q105279862) | |
| 1974            | gevelsculptuur | Jos Käller | Aubadestraat | Nijmegen | koper                                             | | |
| 1974            | afdeksteen tijdcapsule | onbekend | Hunnerpark | Nijmegen |                                                   | Afdeksteen tijdcapsule (Q105274061) | |
| 1975            | Entr'acte | Edith Imkamp-van der Does de Willebois                                                                              | Park Brakkenstein (2023–); voorheen in de buurt van Plein 1944, daarna in opslag                                          | Nijmegen | brons                                             | Entr'acte (Q105277880) | |
| 1975            | Nature Vivante | Ed van Teeseling | Professor Bellefroidstraat 11 (voor de gemeentelijke brandweerkazerne)                                                    | Nijmegen | kalkzandsteen                                     | Nature Vivante (Q105287316) | |
| 1975            | afsluitpaal | Peter van de Locht                                                                                                  | Korenmarkt | Nijmegen |                                                   | Afsluitpaal (Kannenmarkt/Korenmarkt) (Q105274474) | Meer afbeeldingen |
| 1975            | afsluitpaal | Oscar Goedhart | Lompenkramersgas | Nijmegen |                                                   | Afsluitpaal (Lompenkramersgas) (Q105274280) | Meer afbeeldingen |
| 1975–?          | reliëf | Piet Schoenmakers                                                                                                   | Plein 1944/Broerstraat (op de wand van het pand op de hoek, inmiddels vernietigd tijdens de herinrichting van Plein 1944) | Nijmegen |                                                   | | |
| 1976            | Kern, beweging en relaties | Peter van de Locht                                                                                                  | Barbarossastraat 35 | Nijmegen |                                                   | Kern, beweging en relaties (Q105282049) | |
| 1976            | Kloek met Kuikens | Ben van Pinxteren                                                                                                   | Weezenhof | Nijmegen |                                                   | Kloek met kuikens (Q105282256) | |
| 1976            | naamloos | Gerard Walraeven | Westerpark | Nijmegen |                                                   | Zonder titel (Q105295469) | |
| 1977            | Steen | Gerard Bruning | Westerpark | Nijmegen | Petit Granit (Belgisch hardsteen)                 | Steen (Q105293571) | |
| 1977            | naamloos | Gerard Walraeven | Tweede Oude Heselaan 386                                                                                                  | Nijmegen |                                                   | Sculptuur (Tweede Oude Heselaan 386) (Q105291314) | |
| 1977            | afsluitpaal | Ben van Pinxteren                                                                                                   | Achter de Hoofdwacht | Nijmegen |                                                   | Afsluitpaal (Achter de Hoofdwacht) (Q105274587) | Meer afbeeldingen |
| 1977            | afsluitpaal De Gehelmde Wachter | Ben van Pinxteren                                                                                                   | Sint Stevenskerkhof | Nijmegen |                                                   | Afsluitpaal 'De Gehelmde Wachter' (Q105274912) | Meer afbeeldingen |
| 1977            | Gaper | | Lange Hezelstraat 4 | Nijmegen |                                                   | | |
| 1978            | De Verbinding | Henk Maassen | Laauwikstraat | Lent     |                                                   | De Verbinding (Q105277161) | |
| 1978            | Omtrent de kievit | Ben van Pinxteren                                                                                                   | Weezenhof 54e straat | Nijmegen | marmer                                            | Omtrent de kievit (Q105288353) | |
| 1978            | zonder titel | Oscar Goedhart | Stikke Hezelstraat | Nijmegen | brons                                             | Sculptuur (Stikke Hezelstraat) (Q105291448) | |
| 1978            | zonder titel | Yvonne Kracht | Batavierenweg | Nijmegen |                                                   | Sculptuur (Batavierenweg) (Q105291529) | |
| 1978            | Blokken | Peter Struycken | Wijchenseweg (rotonde Bijsterhuizen)                                                                                      | Nijmegen |                                                   | Blokken (Q28890052) | Meer afbeeldingen |
| 1979            | reliëf | Piet Schoenmakers                                                                                                   | Energieweg 26 | Nijmegen |                                                   | | |
| 1979            | reeks vormen uit één cirkel | Yvonne Kracht | Aubadestraat/O.C. Huismanstraat                                                                                           | Nijmegen |                                                   | Reeks vormen uit een cirkel (Q105289971) | |
| 1979            | De Olifant | | Lage Markt/Priemstraat (gebouw De Olifant)                                                                                | Nijmegen |                                                   | Olifant (Q105287865) | |
| 1979            | Kubus met uitslag | Gerard Walraeven | Westerpark | Nijmegen |                                                   | Kubus met uitslag (Q105282855) | |
| 1979            | Kat | Gerry van der Velden                                                                                                | Nieuwstadweg 37 (De Broederij); voorheen op De Gildekamp 60-16 en in het Westerpark                                       | Nijmegen |                                                   | | |
| 1979            | zonder titel | Gerard Bruning | Winselingseweg 10 | Nijmegen |                                                   | Sculptuur (Gerard Bruning) (Q105291739) | [ noot 2 ] [ noot 13 ] |
| 1979            | zonder titel | Arthur Spronken | Steve Bikoplein | Nijmegen | brons                                             | Sculptuur (Steve Bikoplein) (Q105291632) | |
| 1979/1980       | Lopers | Jan Snoeck | Thomas van Aquinostraat                                                                                                   | Nijmegen |                                                   | | |
| 1979/1980       | Twee tegen de muur staande vormen | Jan Snoeck | Thomas van Aquinostraat                                                                                                   | Nijmegen |                                                   | | |
| 1980            | Gehelmde | Wim Klabbers | Park Brakkenstein (2023–);                                                                                                | Nijmegen |                                                   | | |
| 1980            | Zonder titel (beeld in twee delen) | Gerard Bruning | Meijhorst 70-43 | Nijmegen |                                                   | Zonder titel (beeld in twee delen) (Q105295733) | |
| 1980            | We do remember | | Voerweg | Nijmegen |                                                   | | |
| 1980            | speelplastiek | Jos Wong | Kopseweg 7 | Nijmegen |                                                   | Speelplastiek (Q105293454) | [ noot 6 ] |
| 1980            | The Blue Borderline | Jan Mulder | Heyendaalseweg | Nijmegen | cortenstaal                                       | The Blue Borderline (Q105293724) | Meer afbeeldingen |
| 1980            | Andersom | Wilna Haffmans | Marie Curiestraat/Marconistraat                                                                                           | Nijmegen |                                                   | Andersom (Q105275115) | |
| 1980            | Het midden en zijn verplaatsing | Peter van de Locht                                                                                                  | Tolhuis 10de straat | Nijmegen |                                                   | Het midden en zijn verplaatsing (Q105279761) | |
| 1980            | Marieke | Paul de Swaaf | Sumatraplein | Nijmegen |                                                   | Marieke (Q105284484) | |
| 1980            | De Gouden Engel | Ed van Teeseling | Parkstraat/Pijkestraat | Nijmegen |                                                   | De Gouden Engel (Q105276758) | |
| 1981            | Omgevingsvormgeving | Piet Slegers | Groenewoudseweg 275 | Nijmegen |                                                   | Omgevingsvormgeving (Groenewoudseweg 275) (Q105287990) | |
| 1981            | Vivaldi's kleurklanken | Ted Felen | Symfoniestraat (school en trefcentrum De Schalmei)                                                                        | Nijmegen |                                                   | Vivaldi's kleurklanken (Q105294806) | |
| 1981            | naamloos | Mark Brusse | Nieuwe Dukenburgseweg 5 (entree Jan Massinkhal)                                                                           | Nijmegen | hout                                              | | [ noot 2 ] |
| 1981            | Moeder en kind | Pépé Grégoire | Glashuis | Nijmegen | brons                                             | Moeder en kind (Papengas) (Q105285777) | |
| 1981            | naamloos | Huub en Adelheid Kortekaas                                                                                          | Derde van Hezewijkstraat                                                                                                  | Nijmegen | cortenstaal                                       | Sculptuur (Derde van Hezewijkstraat) (Q105291836) | |
| 1981            | Drie elementen | Peter van de Locht                                                                                                  | Professor Bellefroidstraat 11                                                                                             | Nijmegen | brons/marmer                                      | Drie elementen (Q105277382) | |
| 1981            | zitelement | Marian van Lookeren Campagne                                                                                        | Elzenstraat | Nijmegen |                                                   | Zonnebank (Q83741363) | Meer afbeeldingen |
| 1981            | gevelsteen De Ark | onbekend | Elzenstraat 4A | Nijmegen |                                                   | | |
| 1982            | Wording | Cor Beugeling | Prins Bernhardstraat (Julianapark)                                                                                        | Nijmegen | brons                                             | Wording (Q105295266) | |
| 1982            | Siamese stoel | Thijs van Kimmenade                                                                                                 | Barbarossastraat/Reinaldstraat                                                                                            | Nijmegen |                                                   | Siamese Stoel (Q105293375) | |
| 1982            | Soignies geleed, niet gedeeld | Jo Gijsen | Barbarossastraat/Reinaldstraat                                                                                            | Nijmegen |                                                   | Sculptuur (Barbarossastraat) (Q105291937) | |
| 1982            | Labyrinth | Klaus van de Locht en Jaap van Hunen                                                                                | Waalkade (ter hoogte van de Korte Brouwerstraat)                                                                          | Nijmegen |                                                   | Labyrinth (Q105283180) | Meer afbeeldingen |
| 1982            | muursculpturen | Gerard Bruning | Waalkade (ter hoogte van de Korte Brouwerstraat)                                                                          | Nijmegen |                                                   | Muursculpturen (Q105287122) | |
| 1982            | 4 muursculpturen | Oscar Goedhart | Veemarkt/Waalkade | Nijmegen |                                                   | Twee muursculpturen (Veemarkt/Waalkade, #1) (Q105293962); Twee muursculpturen (Veemarkt/Waalkade, #2) (Q105293990)                                                                                           | |
| 1982            | Januskop | Ben van Pinxteren                                                                                                   | Waalkade (ter hoogte van Kromme Elleboog)                                                                                 | Nijmegen |                                                   | Januskop (Q105280918) | |
| 1982            | 3 muursculpturen | Ben van Pinxteren                                                                                                   | Waalkade/Lage Markt | Nijmegen |                                                   | Drie muursculpturen (Q105277451) | |
| 1982            | 2 muursculpturen | Ben van Pinxteren                                                                                                   | Waalkade/Lage Markt | Nijmegen |                                                   | Twee muursculpturen (Q105293935) | |
| 1982            | 2 reliëfs | Ed van Teeseling | Grotestraat/Waalkade | Nijmegen |                                                   | Twee reliëfs (Grotestraat/Waalkade) (Q105294044) | |
| 1982            | Surveillant la rivière (ook Vrouw uitkijkend over het water genoemd) | Ed van Teeseling | Lage Markt/Waalkade | Nijmegen | brons                                             | Vrouw uitkijkend over water (Q105294924) | |
| 1982            | De rouwklacht van Maria | Gerard Mathot | Sionsweg 2, bij ingang begraafplaats van het Neboklooster                                                                 | Nijmegen | brouvilliersteen                                  | | |
| 1982-1983       | De twee jongelingen van Paasmorgen | Gerard Mathot | Sionsweg 2, bij ingang begraafplaats van het Neboklooster                                                                 | Nijmegen | steen                                             | | |
| 1983            | Wachteres | Paul de Swaaf | Waalkade (ter hoogte van de Oude Haven)                                                                                   | Nijmegen |                                                   | Wachteres (Q105294981) | |
| 1983            | Architectuur der Natuur | Peter van de Locht                                                                                                  | Waalkade (ter hoogte van de Oude Haven)                                                                                   | Nijmegen |                                                   | Architectuur der natuur (Q105275335) | |
| 1983            | 2 reliëfs | Peter van de Locht                                                                                                  | Waalkade (ter hoogte van de Oude Haven)                                                                                   | Nijmegen |                                                   | Twee reliëfs (Waalkade) (Q105294067) | |
| 1983            | Plastiek van de juiste en niet-juiste verhoudingen | Hans Koetsier, Klaus van de Locht en Geertjan van Oostende                                                          | Broekstraat | Nijmegen |                                                   | Plastiek van de juiste en niet-juiste verhoudingen (Geertjan van Oostende) (Q105289453) | |
| 1983            | Moeder met kind en vogel | Wilna Haffmans | Marconistraat/O.C. Huismanstraat (in winkelcentrum Notenhout)                                                             | Nijmegen |                                                   | Moeder met kind en vogel (Q105286070) | Meer afbeeldingen |
| 1983            | Omgevingsvormgeving | Christiaan Paul Damsté                                                                                              | Achter de Smidstraat | Nijmegen | graniet                                           | Omgevingsvormgeving (Smidstraat) (Q105288086) | |
| 1984            | Christus aan het kruis | onbekend | Heyendaalseweg/Houtlaan                                                                                                   | Nijmegen | Hout                                              | Kruisbeeld (Q105282550) | |
| 1984            | De Oversteek | Marius van Beek | Oosterhoutsedijk | Lent     | natuursteen                                       | Waaloversteek-monument (Q105294958) | |
| 1984            | Haan | Ed van Teeseling | Zellersacker 11-04 | Nijmegen | brons                                             | Haan (Q105279439) | [ noot 6 ] |
| 1984            | 'Omgevingsvormgeving' (zes kolommen) | Paul van der Hoek en Johan Goedhart                                                                                 | Eiermarkt | Nijmegen | beton                                             | Omgevingsvormgeving (Eiermarkt, Johan Goedhart) (Q105288211) | |
| 1985            | Titus Brandsma | Gerard Mathot | Thomas van Aquinostraat                                                                                                   | Nijmegen | brons                                             | Monument voor Titus Brandsma (Q105293748) | |
| 1985            | Loxodonta Africana | János Bittenbinder                                                                                                  | Geert Grooteplein (hal Sint Radboudziekenhuis)                                                                            | Nijmegen | hout                                              | | |
| 1985            | Duikstertje | Paul de Swaaf | Planetenstraat 65 (Sportfondsenbad West)                                                                                  | Nijmegen |                                                   | Duikstertje (Q105277792) | |
| 1985            | naamloos | Emanuel Viegers | Malderburchtstraat (entree Kandinsky College)                                                                             | Nijmegen | geglazuurde baksteen, gewone baksteen en keramiek | Omgevingsvormgeving (Malderburchtstraat) (Q105288273) | [ noot 6 ] |
| 1985            | 5 reliëfs | Oscar Goedhart | Burchtstraat (in het stadhuis)                                                                                            | Nijmegen |                                                   | | Meer afbeeldingen |
| 1985            | sculptuur | Auke de Vries | Tweede Oude Heselaan 384                                                                                                  | Nijmegen |                                                   | Sculptuur (Tweede Oude Heselaan 384) (Q105292054) | |
| 1986            | inscriptie (muurgedicht) met een tekst van prof. dr. J.E. Bogaers | ir. G.G.L.M. Cremers                                                                                                | Steenstraat | Nijmegen | brons                                             | Inscriptie (Q105280697) | |
| 1986            | Twee Zuilen | Peter van de Locht                                                                                                  | Hunnerpark | Nijmegen |                                                   | Twee zuilen (Q105294126) | |
| 1986            | 4 tegeltableaus | Marian van Lookeren Campagne                                                                                        | Professor Molkenboerstraat 3                                                                                              | Nijmegen |                                                   | | |
| 1986            | speelplastiek | Hans Vos | Symfoniestraat (voorheen bij Leuvensbroek 20-10)                                                                          | Nijmegen |                                                   | Speelplastiek (Q105293480) | Meer afbeeldingen |
| 1986            | gevelsteen | | Vosstraat | Nijmegen |                                                   | | |
| 1987            | objecten | Boudewijn Corstiaensen                                                                                              | Groenewoudseweg 322 (bij voormalig poppodium Doornroosje)                                                                 | Nijmegen |                                                   | Objecten (Q105287696) | |
| 1987            | Billennium monument | Raf Verjans | Voerweg | Nijmegen | beton                                             | Billennium monument (Q105275678) | |
| 1987            | Hommage aan Bernini | Gerard Bruning | d'Almarasweg (Botanische Tuin)                                                                                            | Nijmegen |                                                   | Hommage aan Bernini (Q105280301) | |
| 1987            | Pelikaan (Verzetsmonument) | Ben van Pinxteren                                                                                                   | Bart Hendriksstraat | Nijmegen | natuursteen                                       | Pelikaan (Q105288774) | |
| 1987            | Het zesde zintuig | Jerome Symons | Burchtstraat (patiotuin stadhuis)                                                                                         | Nijmegen |                                                   | Het zesde zintuig (Q105280066) | [ noot 5 ] |
| 1987            | zonder titel | Adri Verhoeven | Kanunnik Mijllinckstraat/Kanunnik Pelsstraat                                                                              | Nijmegen | hardsteen                                         | Sculptuur (Kanunnik Mijllinckstraat/Kanunnik Pelsstraat) (Q105292167) | |
| 1987            | zonder titel | Leo Hutjens | Barbarossastraat/Reinaldstraat                                                                                            | Nijmegen |                                                   | Sculptuur (Barbarossastraat/Reinaldistraat) (Q105292246) | |
| 1987            | sculptuur ter ere van Joris Ivens | Nur Tarim | Leuvensbroek 30-00 (Lindenholt College)                                                                                   | Nijmegen |                                                   | Sculptuur ter ere van Joris Ivens (Q105293304) | Sculptuur ter ere van Joris Ivens |
| 1987            | afsluitpaal | Ed van Teeseling | Achter de Vismarkt/Lutherse Plaats                                                                                        | Nijmegen | hardsteen                                         | Afsluitpaal (Achter de Vismarkt/Lutherse Plaats) (Q105274704) | Meer afbeeldingen |
| 1987            | afsluitpaal | Jerome Symons | Grote Markt | Nijmegen |                                                   | Afsluitpaal (Grote Markt/Sint Stevenskerkhof) (Q105274816) | Meer afbeeldingen |
| 1987            | afsluitpaal Habakuk | Klaus van de Locht                                                                                                  | Noorderkerktrappen | Nijmegen |                                                   | Afsluitpaal Habakuk (Q58463286) | Meer afbeeldingen |
| 1987            | tegeltableau Drogisterij Stein | Carla de Bruin-van Schie                                                                                            | Groesbeekseweg 86 | Nijmegen |                                                   | | |
| 1988            | zonder titel | Christiaan Paul Damsté                                                                                              | Hobbemastraat/Ruysdaelstraat                                                                                              | Nijmegen |                                                   | Sculptuur (Hobbemastraat/Ruysdaelstraat) (Q105292333) | |
| 1988            | zonder titel | Peter Dekkers | Leuvensbroek 12-00 | Nijmegen |                                                   | Sculptuur (Leuvensbroek 12-00) (Q105292408) | zonder titel van Peter Dekkers |
| 1988            | Cohesie | Oscar Goedhart | Einsteinstraat | Nijmegen |                                                   | Cohesie (Q105276323) | |
| 1988            | Blauwe fontein, Stroming | Ed van Teeseling | Groenestraat (bij de ingang van Smit Transformatoren)                                                                     | Nijmegen | plaatstaal                                        | Blauwe Fontein, Stroming (Q105275691) | |
| 1988            | Pierson-monument | Ronald Tolman | Karrengas/Zeigelhof | Nijmegen |                                                   | Pierson-monument (Q105288940) | |
| 1988            | Zuil | Peter van de Locht                                                                                                  | Professor Huijbersstraat                                                                                                  | Nijmegen |                                                   | Zuil (Q105295892) | |
| 1988            | tegelwand | Jos Rutten | Mariënburg 59 | Nijmegen |                                                   | Tegelwand (Q105293669) | |
| 1989            | zonder titel | Gerard Walraeven | Gerstweg (NXP-terrein) | Nijmegen |                                                   | Sculptuur (Gerstweg) (Q105292491) | [ noot 5 ] |
| 1989            | wandsculptuur | Jan van den Dobbelsteen                                                                                             | Marterstraat 45 | Nijmegen |                                                   | | [ noot 6 ] |
| 1989            | Minuendo intellego | Marius van Workum                                                                                                   | d'Almarasweg (Botanische Tuin)                                                                                            | Nijmegen |                                                   | Minuendo intellego (Q105285524) | |
| 1989            | gekleurde tegelwanden | Peter Struycken | Van Schuylenburgweg (Politiebureau)                                                                                       | Nijmegen |                                                   | | |
| 1989            | Japans Wandelmonument | onbekend | Waldeck Pyrmontsingel (Julianapark)                                                                                       | Nijmegen |                                                   | Japans Wandelmonument (Q105281010) | |
| 1989            | zonder titel | Sigurdur Gudmundsson                                                                                                | Prins Bernhardstraat (Julianapark)                                                                                        | Nijmegen |                                                   | Sculptuur (Sigurdur Gudmundsson) (Q105292572) | |
| 1989            | Sculptuur in drie delen | Jo Gijsen | Groesbeekseweg/Van Heutszstraat                                                                                           | Nijmegen |                                                   | Sculptuur in drie delen (Q105293278) | |
| 1989            | zes objecten | Jan Snoeck | Tollenstraat 1 (hal basisschool)                                                                                          | Nijmegen |                                                   | | [ noot 6 ] |
| 1989            | neon-objecten | Jan van Munster | Couwenbergstraat 22 | Nijmegen |                                                   | | [ noot 2 ] |
| 1989            | Sculpturen en omgevingsvormgeving | Hans van Lunteren                                                                                                   | Daalsedwarsweg/Groesbeeksedwarsweg                                                                                        | Nijmegen | steen en staal                                    | Sculpturen en omgevingsvormgeving (Q105290893) | |
| 1990            | Vogel uit Tengenenge | Staycot Tahwa | Lentse Schoolstraat | Lent     |                                                   | Vogel (Q99934726) | |
| 1990            | Joris Ivens Monument | Bas Maters | Joris Ivensplein | Nijmegen |                                                   | Joris Ivens Monument (Q105281470) | |
| 1990            | Werken met licht en ruimte | Kees Wevers | Westerpark | Nijmegen |                                                   | Werken met licht en ruimte (Q105295215) | |
| 1990            | naamloos (in de volksmond De Stier van Heseveld) | Wim Korvinus | Daniëlsplein | Nijmegen |                                                   | Sculptuur (Daniëlsplein) (Q105292672) | |
| 1990            | Het onderweg zijn of Vrouw met vlinder | Fioen Blaisse | Takenhofplein (voor het kantoor van de S.V.B.)                                                                            | Nijmegen |                                                   | | |
| 1990            | gevelsteen Wie Plant die oogst | onbekend | Keimate 6 | Lent     |                                                   | | [ noot 5 ] |
| 1991            | zonder titel | Auke de Vries | Prins Bernhardstraat (Julianapark)                                                                                        | Nijmegen |                                                   | Sculptuur (Auke de Vries) (Q105292773) | |
| 1991            | zonder titel | Carel Visser | Prins Bernhardstraat (Julianapark)                                                                                        | Nijmegen |                                                   | Sculptuur (Carel Visser) (Q105292875) | |
| 1991            | zonder titel | Hieke Luik | Biezendwarsstraat 31 | Nijmegen |                                                   | Zonder titel (in opslag) (Q105295528) | [ noot 13 ] |
| 1991            | Belly | Ruud Dijkers | Archipelstraat/Javastraat                                                                                                 | Nijmegen |                                                   | Belly (Q105275528) | |
| 1992            | Brug naar de wereld | Jeroen Melkert | Begoniastraat/Azaleastraat                                                                                                | Lent     |                                                   | Brug naar de wereld (Q105276029) | |
| 1992            | Boom van Dicky | Dicky Brand | Kronenburgersingel (voor het appartementencomplex 'Kronenburg State')                                                     | Nijmegen | plaatstaal                                        | Boom van Dicky (Q105275956) | |
| 1992            | Monument voor Steve Biko | Arnaud Beerends | Steve Bikoplein | Nijmegen |                                                   | Monument voor Steve Biko (Q105286795) | |
| 1992            | Oorlogsmonument | | Waalkade (ter hoogte van de Kromme Elleboog)                                                                              | Nijmegen |                                                   | Monument aan de Waalkade (Q64515945) | |
| 1992            | Observatietoren | Ronald Tolman | Tolhuis | Nijmegen |                                                   | Observatietoren (Q105287786) | |
| 1992/2015       | Vita (negen bronzen elementen) | Louise Schouwenberg                                                                                                 | Georges Brassensstraat | Lent     | brons                                             | Vita (negen bronzen elementen) (Q105294784) | |
| 1992            | tegelwand | Titus Nolte | Leuvensbroek 30-00 (Lindenholt College)                                                                                   | Nijmegen |                                                   | Tegelwand (Leuvensbroek 30-00) (Q105293697) | 'Tegelwand', door Titus Nolte, 1992 |
| 1993            | tufstenen zuil 100 jaar VVV Nijmegen | onbekend | Hunnerpark | Nijmegen | tufsteen                                          | | |
| 1993            | zonder titel ('Balance') | Jan Samsom | Daalseweg (op rotonde bij het Badhuis)                                                                                    | Nijmegen |                                                   | Balans (Q83740338) | Meer afbeeldingen |
| 1994            | Huisraad | Hans Vos | Trompstraat (natuurtuin)                                                                                                  | Nijmegen |                                                   | Huisraad (Q105280391) | |
| 1994            | Kunstvitrine | Wilma Sommers | Keizer Karelplein (voorplein ABN/AMRO)                                                                                    | Nijmegen |                                                   | Kunstvitrine (Q105242517) | [ noot 2 ] |
| 1994            | plaquette ter herdenking van Operation Market Garden | | Burchtstraat (Gedeputeerdenpoort stadhuis)                                                                                | Nijmegen | natuursteen                                       | | |
| 1994            | plaquette ter herdenking van de Slag om Nijmegen | | Ubbergseweg (aan het Grenadier Guardsviaduct)                                                                             | Nijmegen | brons                                             | | |
| 1995            | Joods monument | Paul de Swaaf | Kitty de Wijzeplaats | Nijmegen | brons                                             | Joods Monument (Q64923303) | Meer afbeeldingen |
| 1995            | Kunstvitrine | Petra Hartman | Waalkade | Nijmegen |                                                   | | |
| 1995            | Novio Magus | Arie Berkulin | Waalkade | Nijmegen |                                                   | Sculptuur (Waalkade) (Q105293060) | |
| 1995            | zonder titel | Cor Litjens | Prins Bernhardstraat | Nijmegen |                                                   | Sculptuur (Prins Hendrikstraat) (Q105293159) | |
| 1995            | Mijn liefde neemt de vormen van het vliegen aan | Jerome Symons | Niek Engelschmanlaan | Nijmegen |                                                   | Mijn liefde neemt de vormen van het vliegen aan (Q105285433) | |
| 1995            | plaquette ter herdenking van het einde van de Tweede Wereldoorlog | | Burchtstraat (Gedeputeerdenpoort stadhuis)                                                                                | Nijmegen | natuursteen                                       | | |
| 1996            | Poort van Triomf | Huub en Adelheid Kortekaas                                                                                          | Sint Annastraat (ter hoogte van de Erasmuslaan)                                                                           | Nijmegen |                                                   | Poort van Triomf ('Gladiolenpoort') (Q105289653) | |
| 1996            | Maria | onbekend | Looimolenweg (in de Mariakapel)                                                                                           | Nijmegen |                                                   | | |
| 1996            | trafohuisje | Titus Nolte | Holtgesbroek 10e en 11e straat                                                                                            | Nijmegen |                                                   | Trafohuisje (Holtgesbroek 10e en 11e straat) (Q105293837) | [ noot 2 ] |
| 1996            | trafohuisje | Titus Nolte | Caesarstraat | Nijmegen |                                                   | Trafohuisje (Q105293802) | |
| 1999            | Nog Even Zonder Titel | Erik Buijs | Looimolenweg (Florapark)                                                                                                  | Nijmegen |                                                   | Zonder Titel (Q105295558) | |
| 1999            | Sculptuur en mozaïekrand | Abderrahim Chawki                                                                                                   | De Ruyterstraat (Thiemepark)                                                                                              | Nijmegen |                                                   | Sculptuur en Mozaïekrand (Q105293253) | |
| 1999            | zonder titel | Tony Cragg | Stationsplein | Nijmegen | brons                                             | beeld van Cragg in Nijmegen (Q105295644) | |
| 1999            | zonder titel | Narcisse Tordoir | Van Apelterenweg/Van Boetbergweg (2023–); Kelfkensbos (1999–2021)                                                         | Nijmegen | staal                                             | Zonder titel (Narcisse Tordoir) (Q105295617) | Meer afbeeldingen |
| 1999            | zonder titel | LaSalle (Albert Goederond en Patty Struik)                                                                          | Joulestraat/Keplerstraat                                                                                                  | Nijmegen |                                                   | Zonder titel (Joulestraat) (Q105295588) | Meer afbeeldingen |
| 2000            | De Blauwe Diender | Ronald Tolman | Stieltjesstraat | Nijmegen |                                                   | De blauwe diender (Q105276688) | Meer afbeeldingen |
| 2000            | De Schommel | Henk Visch | Raadhuishof | Nijmegen | ijzer                                             | De Schommel van Henk Visch (Q64923284) | Meer afbeeldingen |
| 2000            | WAT-ER-IS | Marc Ruygrok | Ganzenheuvel/Hezelstraat                                                                                                  | Nijmegen |                                                   | WAT-ER-IS (Q105295159) | |
| 2000            | monument ter herinnering aan de boom van Lücker | Diane Dyckhoff | Broerweg/Ubbergseveldweg                                                                                                  | Nijmegen |                                                   | Monument ter herinnering aan de boom van Lücker (Q105286370) | |
| 2000            | fontein Takenhofplein met een strofe van de Nijmeegse dichter H.H. ter Balkt die luidt Hazelaar plantte ik voor haar vier poorten al haast vervluchtigd voor haar roze bloesem                                            | | Takenhofplein | Nijmegen |                                                   | | |
| 2000            | Kunstpaaltjes-route 2000 | Raoul Teulings | diverse plaatsen | Lent     |                                                   | Kunstpaaltjes-route (Q105282976) | Meer afbeeldingen |
| 2003            | De natuuronderzoeker (Victor Westhoff) | Willem van der Velden                                                                                               | d'Almarasweg (Botanische Tuin)                                                                                            | Nijmegen |                                                   | De natuuronderzoeker (Q101027115) | Meer afbeeldingen |
| 2004            | Monument voor het nooit verloren kind | | Kwakkenbergweg (begraafplaats Rustoord)                                                                                   | Nijmegen |                                                   | | |
| 2005            | Loden Lady | LaSalle (Albert Goederond en Patty Struik)                                                                          | Burchtstraat | Nijmegen | staal                                             | Loden Lady (Q105283675) | |
| 2005            | Oorlogsmonument Vergissingsbombardement | Remy Kruytzer | Graafseweg 419 (Begraafplaats Graafseweg)                                                                                 | Nijmegen | marmer                                            | | |
| 2006            | Plaquette 'Waar ontmoetingen herinneringen zijn geworden' | | Prins Bernhardstraat (Julianapark)                                                                                        | Nijmegen |                                                   | | |
| 2006            | Wenssteen | Boudewijn Corstiaensen                                                                                              | Oude Groenewoudseweg (Groene Perron)                                                                                      | Nijmegen | steen                                             | Wenssteen (Q105295190) | |
| 2006            | Al mot ik krupe | Toon Heijmans | Burchtstraat/Meester Hermanstraat                                                                                         | Nijmegen | brons                                             | 'Al mot ik krupe....' (Q105271379) | |
| 2006            | Kastanjedroom | Carel Lanters | Kastanjehof (tussen 2006 en 2013 in het Valkhof, entree zijde Lindenberg, in 2014 herplaatst)                             | Nijmegen | hout en brons                                     | Kastanjedroom (Q105281859) | Meer afbeeldingen |
| 2006            | Noviomagus (Godenpijler) | Ram Katzir en Rutger Fuchs                                                                                          | Kelfkensbos (voor Museum het Valkhof)                                                                                     | Nijmegen | brons en graniet                                  | Noviomagus (Q19689025) | Meer afbeeldingen |
| 2006            | Spade | anoniem | Steinweglaan (Goffertpark)                                                                                                | Nijmegen | staal                                             | Spade (Q105293428) | |
| 2006            | Intensieve zorg | Theo Schreurs | Albert Schweitzerlaan/Rode Kruislaan                                                                                      | Nijmegen |                                                   | Intensieve zorg (Q105280798) | |
| 2006            | zonder titel | Geert Schiks | Distelstraat | Nijmegen |                                                   | sculptuur (Q105293231) | |
| 2006            | De Ark | Studio Job (Job Smeets en Nynke Tijnagel)                                                                           | Pijlpuntstraat (voorterrein voorzieningenhart De Klif)                                                                    | Nijmegen |                                                   | De Ark (Q105276526) | |
| 2006            | KunstVeld | diverse Gelderse kunstenaars                                                                                        | Rolling Stonesstraat | Lent     |                                                   | KunstVeld (Q105283081) | Meer afbeeldingen |
| 2007            | onbekend | Clemens Driessen | Comeniuslaan (voor de aula van de Radboud Universiteit)                                                                   | Nijmegen |                                                   | | |
| 2007            | Tafel | stichting NOX | Burchtstraat (Gedeputeerdenplaats stadhuis)                                                                               | Nijmegen |                                                   | Tafel (Q105293619) | |
| 2007            | De Verlichte Kamer | Giny Vos | Gelderselaan/Postweg (LIMOS-terrein)                                                                                      | Nijmegen |                                                   | | [ noot 2 ] |
| 2007            | plaquette De Oversteek | | Generaal James Gavinsingel (Brug De Oversteek)                                                                            | Nijmegen |                                                   | | |
| 2007            | Indië Monument | Joyce Bloem | Burchtstraat (Gedeputeerdenpoort stadhuis)                                                                                | Nijmegen | natuursteen en keramiek                           | | |
| 2007            | zonder titel | Joost van Santen | Queenstraat 37 B (Voorzieningenhart De Ster)                                                                              | Nijmegen |                                                   | | [ noot 6 ] |
| 2008            | Korfmacher | stichting NOX | Hertogplein | Nijmegen | graniet                                           | Korfmacher (Q105282451) | |
| 2008            | De Vredesapostel | Jos Mertens | Keizer Karelplein (bij de ingang van de Titus Brandsma Gedachteniskerk)                                                   | Nijmegen | hardsteen                                         | | |
| 2008            | Poortwachter | onbekend | Spoorbrugkade/Snelbinder (op de oostelijke toren van het zuidelijke landhoofd van de Spoorbrug)                           | Nijmegen |                                                   | | |
| 2008            | diverse sculpturen | onbekend (de huisstijl die aan de basis staat van de sculpturen is ontwikkeld door René Knip)                       | Ridderstraat (op het dak en aan de gevel van De Lindenberg)                                                               | Nijmegen |                                                   | | |
| 2008–?          | Hallo | onbekend (gedicht geschreven door Victor Vroomkoning)                                                               | Ridderstraat (bij De Lindenberg)                                                                                          | Nijmegen |                                                   | | |
| ca. 2008        | onbekend (De Indiaan) | onbekend | Weurtseweg (bij het Krayenhofpark)                                                                                        | Nijmegen |                                                   | | |
| 2009            | Social Sofa (mozaïekbank) | Evi Olde Rikkert | Reinier Postlaan (bij de ingang van de afdeling geriatrie van het UMC Sint Radboud)                                       | Nijmegen |                                                   | | |
| 2009?           | onbekend | onbekend | Neerbosscheweg/O.C. Huismanstraat                                                                                         | Nijmegen |                                                   | | |
| 2009–2015       | bit.recurrence | Julius Popp | Waalkade (ter hoogte van de Oude Haven)                                                                                   | Nijmegen |                                                   | | [ noot 2 ] |
| 2009            | schaakspel | Oscar Mercan Cano                                                                                                   | Vondelstraat/Arend Noorduijnstraat (Vondelparkje)                                                                         | Nijmegen | beton                                             | | |
| 2010            | lichtsculptuur | Marinus Boezem | Gebroeders van Limburgplein                                                                                               | Nijmegen |                                                   | Lichtsculptuur (Q105283497) | |
| 2010            | gedicht | H.H. ter Balkt | Gebroeders van Limburgplein                                                                                               | Nijmegen |                                                   | | |
| 2010            | zonder titel ('Monster Kikker') | Tom Claassen | Westerpark | Nijmegen |                                                   | zonder titel (Q105295706) | |
| 2010            | Oorlogsmonument | | Biezenstraat | Nijmegen | natuursteen                                       | | Plaquette bominslag Biezenstraat Nijmegen.jpg |
| 2010            | Wachters | | Keizer Karelplein (voor de Titus Brandsma Gedachteniskerk)                                                                | Nijmegen |                                                   | | |
| 2010            | Titus Brandsma Gedenknaald | | Titushof (voor de Titus Brandsma Gedachteniskerk)                                                                         | Nijmegen |                                                   | | |
| 2010            | World Peace Flame | | Titushof (voor de Titus Brandsma Gedachteniskerk)                                                                         | Nijmegen |                                                   | | |
| 2010            | Muurgedicht | onbekend (gedicht geschreven door Victor Vroomkoning)                                                               | Sint Stevenskerkhof | Nijmegen |                                                   | | |
| 2010/2011       | Nieuw-West BlingRing/"Ontmoeting is een kunst" | Carla Dijs | Molenweg | Nijmegen |                                                   | | |
| 2010/2011       | Nieuw-West BlingRing/"Ontmoeting is een kunst" | Carla Dijs | Wolfkuilseweg | Nijmegen |                                                   | | |
| 2011            | Keizerzuil Marktgebouw | | Eikstraat | Nijmegen | kunststof                                         | | |
| 2011            | De Nachtwachter | Alphons ter Avest                                                                                                   | Couwenbergstraat | Nijmegen | aluminium                                         | De Nachtwachter (Q105276892) | 'De Nachtwachter' - Alphons ter Aves |
| 2011            | On the road | Rob Sweere | Oostkanaaldijk (ter hoogte van de Dorpsstraat)Westkanaaldijk (ter hoogte van de St. Agnetenweg)                           | Nijmegen |                                                   | On the road (Oostkanaaldijk, Dorpsstraat) (Q105288534)On the road (Westkanaaldijk, St.Agnetenweg) (Q105288450)                                                                                               | 'On the road' (Westkanaaldijk) - Rob Sweere |
| 2011            | Data-fossiel | Rein Jelle Terpstra                                                                                                 | Scholenhof, St. Josephhof                                                                                                 | Nijmegen |                                                   | Data-fossiel (Q105276460) | |
| 2011            | Bokspringende kinderen | Nic Jonk | Archimedesstraat/Edisonstraat/Van Peltlaan                                                                                | Nijmegen |                                                   | Bokspringende kinderen (Q105275863) | |
| 2011            | Marjolein Kriek | Bas van Vlijmen | Toernooiveld | Nijmegen | Zijldoek                                          | | Meer afbeeldingen |
| 2012            | Zonneboom | Andreas Hetfeld | Heyendaalseweg | Nijmegen | RVS en Aluminium                                  | Zonneboom (Q105295831) | |
| 2012            | Sofa van Opa | Debby Kauffman | Planetenpark | Nijmegen | Atlasceder                                        | | |
| 2012            | Achter de Horizon | | Lindenberghaven (onder de Waalbrug)                                                                                       | Nijmegen |                                                   | | [ noot 2 ] |
| 2014            | Christus aan het kruis | onbekend | Heyendaalseweg/Houtlaan                                                                                                   | Nijmegen |                                                   | | |
| 2014            | Romance Confidence | Jordan Artisan | Waalbandijk | Nijmegen |                                                   | Romance Confidence (Q105290576) | |
| 2014            | Neptvnvsring | Alphons ter Avest                                                                                                   | Broerdijk/Hengstdalseweg (op rotonde)                                                                                     | Nijmegen |                                                   | Neptvnvsring (Q105287398) | |
| 2016            | Duim | | Oudedijk | Lent     |                                                   | | |
| 2017            | Was aan de lijn | Reinier Lagendijk                                                                                                   | Graafsedwarsstraat/Castellastraat                                                                                         | Nijmegen |                                                   | Was aan de lijn (Q105295134) | |
| 2017            | Ankers in zicht | Arild Veld | Waalhaven | Nijmegen |                                                   | Ankers in zicht (Q105275185) | Meer afbeeldingen |
| 2017            | Walk of Waste | diverse kunstenaars                                                                                                 | Waalkade | Nijmegen |                                                   | Walk of Waste (Q107611374) | Meer afbeeldingen |
| 2018            | Stauferstèle | Markus Wolf | Valkhof | Nijmegen | travertijn                                        | | Meer afbeeldingen |
| 2018            | Turmac-plantsoen | onbekend | Vondelstraat | Nijmegen |                                                   | | |
| 2018            | Gedicht op wandsculptuur | Klaas Gubbels | Arsenaalplaats | Nijmegen |                                                   | | |
| 2019            | Plaquette voor Nico Grijpink | bronsgieterij Bogart                                                                                                | Korte Nieuwstraat 5 (2023–heden); Plein 1944 (2019–2023)                                                                  | Nijmegen | brons                                             | | |
| 2020            | Het gezicht van Nijmegen | Andreas Hetfeld | Oosterhoutsedijk | Nijmegen |                                                   | Het Gezicht van Nijmegen (Q105550164) | Meer afbeeldingen |
| 2020            | Waterwolf en Aquanaut | Dedden & Keizer (Spacecowboys)                                                                                      | Waalkade | Nijmegen |                                                   | Waterwolf en Aquanaut (Q105623264) | Meer afbeeldingen |
| 2020            | De Nijmeegse Kaaisjouwer | Margriet Hovens | Waalkade | Nijmegen |                                                   | De Nijmeegse Kaaisjouwer (Q105632586) | |
| 2020            | 'De Zeigelhof-affaire' | Niels van Bunningen                                                                                                 | Piersonstraat | Nijmegen | verzinkt staal                                    | | |
| 2021            | 'Waol en Follek' | Niels van Bunningen                                                                                                 | Lage Markt | Nijmegen | verzinkt staal                                    | | |
| 2021            | 'Silex' | Niels van Bunningen                                                                                                 | Waalkade | Nijmegen | verzinkt staal                                    | | |
| 2021            | 'Slakkentoren' | Niels van Bunningen                                                                                                 | Burchtstraat | Nijmegen | verzinkt staal                                    | | |
| 2021            | 'Bombardement' | Niels van Bunningen                                                                                                 | Zuiderkerktrappen | Nijmegen | verzinkt staal                                    | | |
| 2021            | 'Flikkers & Potten' | Niels van Bunningen                                                                                                 | Van Broeckhuysenstraat | Nijmegen | verzinkt staal                                    | | |
| 2021            | 'Sans Soucis' | Niels van Bunningen                                                                                                 | Kronenburgerpark | Nijmegen | verzinkt staal                                    | | |
| 2021            | 'De Verleiding' | Niels van Bunningen                                                                                                 | Houthof | Nijmegen | verzinkt staal                                    | | |
| 2022            | 'Valkhof' | Niels van Bunningen                                                                                                 | Valkhoftrappen | Nijmegen | verzinkt staal                                    | | |
| 2022            | Reliëf 'Huistekens Spoorbuurt' | Hans de Raad | Duncklerstraat | Nijmegen | aluminium                                         | | |
| onbekend–2021   | Sculptuur | onbekend | Begijnenstraat 29 | Nijmegen |                                                   | | |
| onbekend        | sculptuur | | Sophiaweg 4 (Villa De Westerhelling)                                                                                      | Nijmegen |                                                   | | |
| onbekend        | gevelsteen | | Sophiaweg 4 (Villa De Westerhelling)                                                                                      | Nijmegen |                                                   | | |
| onbekend        | herdenkingssteen Catrina Beyerinck | onbekend | Sint Stevenskerkhof | Nijmegen |                                                   | | |
| onbekend        | Steigerende pony | Jules de Roeper | Burggraafstraat 4 (tuin)                                                                                                  | Nijmegen |                                                   | | [ noot 5 ] |
| onbekend        | onbekend | onbekend | Thomas van Aquinostraat                                                                                                   | Nijmegen |                                                   | | |
| onbekend        | onbekend | onbekend | Spinozapad (bij het Psychologisch Lab van de Radboud Universiteit)                                                        | Nijmegen |                                                   | | |
| onbekend        | Antonius van Padua | onbekend | Groenestraat (op het gebouw achter de Antonius van Paduakerk)                                                             | Nijmegen |                                                   | | |
| onbekend        | Emmausparochie | onbekend | Groenestraat (op de Antonius van Paduakerk)                                                                               | Nijmegen |                                                   | | |
| onbekend        | Heilig Hartbeeld | onbekend | Pastoor van Laakstraat (voor de kerk)                                                                                     | Lent     |                                                   | | |
| onbekend        | Christus aan het kruis | onbekend | Pastoor van Laakstraat (op het kerkhof)                                                                                   | Lent     |                                                   | | |
| onbekend        | Reliëf bij de Maria Geboorte Kerk | onbekend | Pastoor van Laakstraat (op het kerkhof)                                                                                   | Lent     |                                                   | | |
| onbekend        | gevelsculptuur | onbekend | Pastoor van Laakstraat (op de muur van het parochiecentrum)                                                               | Lent     |                                                   | | |
| onbekend        | Sint Maarten en de bedelaar | onbekend | Pastoor van Laakstraat (op de muur van de Sint Maartenskerk)                                                              | Lent     |                                                   | | |
| onbekend        | onbekend | onbekend | Pastoor van Laakstraat (in de tuin van de Sint Maartenskerk)                                                              | Lent     |                                                   | | |
| onbekend        | Beeld van Sint Jan Berchmans | onbekend | Houtlaan (in het Berchmanianum)                                                                                           | Nijmegen |                                                   | | |
| onbekend        | Maria | onbekend | De Ruyterstraat 61 | Nijmegen |                                                   | | |
| onbekend        | Tegeltableaus RK Meisjesschool en RK Kweekschool | onbekend | Groesbeekseweg 146 | Nijmegen |                                                   | | |
| onbekend        | sculptuur | Gerard Walraeven | A73 (nabij Staddijk, tussen afslag Wijchen en afslag Nijmegen-Dukenburg)                                                  | Nijmegen |                                                   | Sculptuur (Q105209448) | |
| onbekend        | reliëf | | Voorstadslaan (aan de gevel van het Gelderlander-kantoor, niet meer aanwezig)                                             | Nijmegen |                                                   | | |
| onbekend        | diverse reliëfs | | Stationsplein (gevel station)                                                                                             | Nijmegen |                                                   | | |
| onbekend        | gevelsteen De Ster | | Grotestraat/Platenmakersstraat (noordelijke hoek)                                                                         | Nijmegen |                                                   | | |
| onbekend        | gevelsteen toont een zilverkleurige steigerende eenhoorn | | Achter de Vismarkt (boven de doorgang naar de Vismarkt)                                                                   | Nijmegen |                                                   | | |
| onbekend        | gevelsteen slagerij | | Lange Hezelstraat 86 | Nijmegen |                                                   | | |
| onbekend        | duivel | | Lange Hezelstraat 59 (gevel restaurant 't Zotte Lemke)                                                                    | Nijmegen |                                                   | | |
| onbekend        | smid | | Doddendaal 29-31 | Nijmegen |                                                   | | |
| onbekend        | adelaar | | Kronenburgerpark (torenspits Kruittoren)                                                                                  | Nijmegen |                                                   | | |
| onbekend        | Social Sofa (mozaïekbank) | | Kronenburgerpark (aan de Parkweg)                                                                                         | Nijmegen |                                                   | | |
| onbekend        | Social Sofa (mozaïekbank) | | Prins Bernhardstraat (Julianapark)                                                                                        | Nijmegen |                                                   | | |
| onbekend        | onbekend | onbekend | Geert Grooteplein (bij de traumahelicopter landingsplaats van het UMC Sint Radboud)                                       | Nijmegen |                                                   | Object (Q105210182) | |
| onbekend        | drie sculpturen | onbekend | Geert Grooteplein Noord (voor het Studiecentrum Medische Wetenschappen van het UMC Sint Radboud)                          | Nijmegen |                                                   | | |
| onbekend        | Monument voor Britse Militairen | | Burgemeester Daleslaan (op het Jonkerbos War Cemetery)                                                                    | Nijmegen | natuursteen                                       | | |
| onbekend        | fontein | | Erasmusplein (voor het Erasmusgebouw van de Radboud Universiteit)                                                         | Nijmegen | baksteen en water                                 | | |
| onbekend        | Indië Monument | | Burchtstraat (Gedeputeerdenpoort stadhuis)                                                                                | Nijmegen | natuursteen                                       | | |
| onbekend        | reliëf met het stadswapen van Nijmegen | onbekend | Burchtstraat/Korte Nieuwstraat                                                                                            | Nijmegen |                                                   | | |
| onbekend        | eregraf Jan van Hoof | | Daalseweg (Begraafplaats Daalseweg)                                                                                       | Nijmegen | natuursteen                                       | | |
| onbekend        | bij- en honingraatmotief | | Mariënburg 67 | Nijmegen |                                                   | | |
| onbekend        | gevelsteen Klavertje Vier | | Reestraat 8 | Nijmegen |                                                   | | |
| onbekend        | gevelsteen Sint Joris en de Draak | | Sint Annastraat 279 | Nijmegen |                                                   | | |
| onbekend        | reliëf 'Copiosa apud eum redemptio' | | Sionsweg 2 (gevel Neboklooster)                                                                                           | Nijmegen |                                                   | | |
| onbekend        | reliëf 'bij mij is overvloedige verlossing' | | Sionsweg 2 (gevel Neboklooster)                                                                                           | Nijmegen |                                                   | | |
| onbekend        | onbekend (hertenkop) | | Hertogplein | Nijmegen |                                                   | | |
| onbekend        | onbekend (konijn) | | Sint Hubertusstraat | Nijmegen | blik                                              | | |
| onbekend        | sculptuur | Gerard Walraeven | Nieuwe Dukenburgseweg 21                                                                                                  | Nijmegen |                                                   | | |
| onbekend        | mozaïeken | | Vondelstraat/Arend Noorduijnstraat (Vondelparkje)                                                                         | Nijmegen | steen                                             | | |
| onbekend        | onbekend (profielen van mensen) | | Castellastraat | Nijmegen |                                                   | | |
| onbekend        | Zonnewijzer | LaSalle (Albert Goederond en Patty Struik)                                                                          | Keplerstraat | Nijmegen |                                                   | Zonnewijzer (Q105209950) | |
| onbekend        | Glazen Paneel | Montse Hernandez i Sala                                                                                             | Eikenlaan | Lent     |                                                   | Glazen Paneel (Q105210073) | |
| onbekend        | onbekend (olifanten) | | Groesbeekseweg 271 | Nijmegen |                                                   | | |
| onbekend        | onbekend (standbeeld) | | Sint Anthoniusplaats 10                                                                                                   | Nijmegen |                                                   | | |
| onbekend        | reliëf | | Keumegas | Nijmegen |                                                   | | |
| onbekend        | twee Romeinen (standbeeld) | | IJsvogelpassage | Nijmegen |                                                   | | |
| onbekend        | Thomas More | | Willem Nuyenslaan | Nijmegen |                                                   | | |
| onbekend        | Onze-Lieve-Vrouw van Lourdes (Maria) | onbekend | Hatertseweg 113 | Nijmegen |                                                   | | |
| onbekend        | Reliëf | onbekend | Klein Mariënburg 14-18 | Nijmegen |                                                   | | |
| onbekend        | Gouden toilet met etalagepop | onbekend | Waalkade 115 | Nijmegen |                                                   | | |
| onbekend        | Zonnepanelen in waterbak | onbekend | Adelbertusplein | Nijmegen |                                                   | | |
| onbekend        | Huisje | Tik Toy | Hertogstraat | Nijmegen |                                                   | | |
| onbekend        | Sculptuur | Huub en Adelheid Kortekaas                                                                                          | HAN Campus | Nijmegen |                                                   | | |
| onbekend        | Standbeeld | onbekend | Park Brakkenstein | Nijmegen |                                                   | | |
| onbekend        | De Waaijer | onbekend | Koeweidepad of Notenlaantje                                                                                               | Lent     |                                                   | | |
| onbekend        | Rotsformatie | onbekend | Toernooiveld | Nijmegen |                                                   | | |
| onbekend        | Rotsformatie | onbekend | Toernooiveld | Nijmegen |                                                   | | |
| 2013            | Working Class Hero | Niels van Bunningen                                                                                                 | Arksteestraat | Nijmegen |                                                   | | |
| onbekend        | Reliëf | onbekend | Oude Haven/Kromme Elleboog                                                                                                | Nijmegen |                                                   | | |
| onbekend        | trompetist | onbekend | Groot Bethlehem | Nijmegen |                                                   | | |
| onbekend        | relief | onbekend | Houtstraat 10-12 (voormalige bioscoop)                                                                                    | Nijmegen |                                                   | | |
| onbekend        | Anker | onbekend | Waalkade | Nijmegen |                                                   | | |
| onbekend        | ring | | Energieweg | Nijmegen |                                                   | | |
| onbekend        | Reliëf met dansend paar | | Rentmeesterhof 1-53 | Nijmegen |                                                   | | |
| onbekend        | Wandsculptuur met touwen en handen | | Schoolstraat | Nijmegen |                                                   | touw en metaal | |